# 鳥山明
鳥山 明（とりやま あきら、1955年〈昭和30年〉4月5日 - 2024年〈令和6年〉3月1日）は、日本の漫画家、デザイナー。
プロダクションはBIRD STUDIO（バード・スタジオ）。愛知県清須市（旧：西春日井郡清洲町）出身。妻は少女漫画家のみかみなち。
代表作の『Dr.スランプ』の累計発行部数は3000万部を記録、『ドラゴンボール』は2億6000万部を記録、『ドラゴンクエストシリーズ』は、8,800万本の出荷本数を記録している。
日本の漫画が海外で「MANGA」と呼ばれ、世界に広まるきっかけを作った先駆者であり、数多くの文化に影響を与え、「伝説の漫画家」「史上最も影響力のある漫画家」と評価されている。

## 概要
1978年に『週刊少年ジャンプ』52号にて読み切り作品『ワンダーアイランド』でデビュー。集英社との専属契約下で『週刊少年ジャンプ』などジャンプ系列誌にて作品を発表。
代表作の『Dr.スランプ』と『ドラゴンボール』はいずれもテレビアニメ化され、1981年から1999年にかけてフジテレビ系列の毎週水曜日19時 - 19時30分にて『Dr.スランプ アラレちゃん』から始まり、『ドラゴンボール』『ドラゴンボールZ』『ドラゴンボールGT』『ドクタースランプ』と、長期にわたり鳥山原作のアニメが放映されていた。
漫画家としての活動の合間にデザイナーとしても活動し、『ドラゴンクエストシリーズ』、『クロノ・トリガー』、『ブルードラゴン』などのゲームやマスコットのキャラクターデザイン、プラモデルや車などのデザインを多数手掛けている。
2024年3月1日、急性硬膜下血腫のため死去。68歳没。訃報は同8日に『週刊少年ジャンプ』公式サイト、集英社、バード・スタジオおよびカプセルコーポレーション・トーキョーの連名で公表された。
 

## 生涯

### 幼少時代
愛知県清須市（旧：西春日井郡清洲町）に長男として生まれる。生コン会社の敷地内にある一軒家に住んでいた。子供の頃から絵を描くことが好きで、腹を空かせながら漫画を描くのを唯一の楽しみにしていた。よく悪戯もしていて父親に怒られていた。欲しい物があるとそれを手に入れるまで、あるいは興味がなくなるまで絵に描き続ける癖があり、その癖は漫画家になって以降も続いている。「当時通っていた絵画教室で描いた『101匹わんちゃん大行進』が表彰されたことで自信を持った」と言い、小学校の写生コンクールで数回入賞し、高校2年時には美化キャンペーンのポスターで全国高校生の部に『自然を返せ』で入賞している。

### 学生時代
中学は愛知県西春日井郡清洲町（現：清須市）の町立清洲中学校に通う。
高校は愛知県尾西市（現：一宮市）の愛知県立起工業高等学校（現：愛知県立一宮起工科高等学校）に入学。幼少時は漫画やアニメに熱中したが、小学校高学年以降は映画やテレビドラマに興味の対象が移り、漫画に触れる機会が無くなっていた。しかし、絵を描くことは変わらず好きで自信もあったため、高校では美術部に所属した。「高校時代はマンガ研究同好会に所属し、同好会の会長にもなったが漫画を描くことはなかった」という。鳥山が漫画同好会を設立するに当たり、教諭に同会顧問に就任してほしい旨を頼んだところ、教諭は一旦は「漫画を描いている暇があったら、デッサンでもやっておきなさい」と断ったものの、鳥山は別の教諭に依頼して同好会を発足させ、後に部に昇格した。その後高校を卒業し、就職している。

### デザイン会社時代
高校を卒業した1974年、絵を描く仕事に就きたいと思い、地元の広告関係のデザイン会社「第一紙行名古屋支店」にデザイナーとして就職した。
しかし、平然と遅刻を繰り返し、レタリング作業が主な仕事になり嫌気が差していたという。最終的に、約2年半ほど経った1977年1月に退職した。本人は「わずかでも世間の仕組みを知ることができて、無駄ではなかった」と述べている。

### デビューまでの経緯
デザイン会社を退職後、1年間はアルバイトでイラストを手掛けていたが、その後は遊ぶ金もなく途方に暮れていたある日、喫茶店で偶然手に取った漫画雑誌の『週刊少年マガジン』で、新人賞の作品募集の記事を見つける。入賞すると賞金50万円が手に入ることを知り、23歳の誕生日に初めて漫画を描き始めた。結局、締め切りには間に合わなかったため、1978年1月に『週刊少年ジャンプ』の新人賞である月例ヤングジャンプ賞へ応募作品の『アワワワールド』を投稿する。投稿したのはギャグ漫画であるが、その理由はストーリー漫画と賞金が一緒なのにページ数は半分であったため。
投稿した作品は入賞には及ばなかったものの、すぐにまた描き上げた鳥山の投稿作品『謎のレインジャック』を目にした『週刊少年ジャンプ』の編集者の鳥嶋和彦は作中の描き文字（擬音、擬態語など、写植以外の文字のこと）にカタカナでなくアルファベットを使用していることや、対象を様々な角度から描けること、絵が丁寧に描き込まれていることにセンスを感じ「今は下手だが頑張れば何とかなるかもしれないから、もっと描いて送ってよ」とアドバイスをした。この頃は『スター・ウォーズ』のパロディなどを描いており、一部の作品は後にファンクラブの会報に掲載された。なお、この作品自体はパロディは賞の対象にならない規定により選外になった。
鳥山は厳しくネームのボツ（不採用）を出す鳥嶋のもとで懸命に修行することになる。この間のボツ原稿の総量は、1年で500ページにも及んだ。
デビュー前は「どうせ売れる訳がない」と思っており、ペンネームを使う発想もなく本名で通した。『Dr.スランプ』第11巻によれば愛知県に3軒しかない変わった名前で、デビュー直後はイタズラ電話がよくかかって来たという。そのため、“水田二期作（みずたにきさく）”というペンネームを使おうとも考えたが、担当者に「つまらん」とボツにされた。「本名を使ったことが漫画家になって一番後悔したこと」であるという。ただし、鳥山明のデビュー当時の愛知県の電話帳を調べると、名古屋版の五十音別電話帳に載っている、局番が名古屋市と同じだが名古屋市でない地域の鳥山家は3軒であるものの、その他に名古屋市内の鳥山家が77軒載っている。名古屋以外の愛知県の各電話帳にも合わせて300軒ほどの鳥山家が載っている。

### 漫画家デビュー
1978年、『週刊少年ジャンプ』にて読み切り作品『ワンダー・アイランド』でデビューを飾るも、読者アンケートの結果は最下位であり、その後『週刊少年ジャンプ』本誌や増刊号で発表した短編作品の人気も、芳しいものではなかった。なお、1979年の月給は3万円であった。
漫画家デビュー以来、地元で活動を行っており、『Dr.スランプ』単行本（1980年発行）の描きおろしページによると、当時は名古屋空港（小牧空港）から航空便で東京に原稿を送っていた。鳥嶋和彦によれば、鳥山は『Dr.スランプ』連載中も東京で暮らすことを嫌がって地元の愛知で暮らしており、連載中に一度でも原稿が締め切りに間に合わなかった場合は東京で暮らしてもらうという約束で連載をしていたが、結局一度も原稿を遅延させることはなかったという。

### Dr.スランプの連載

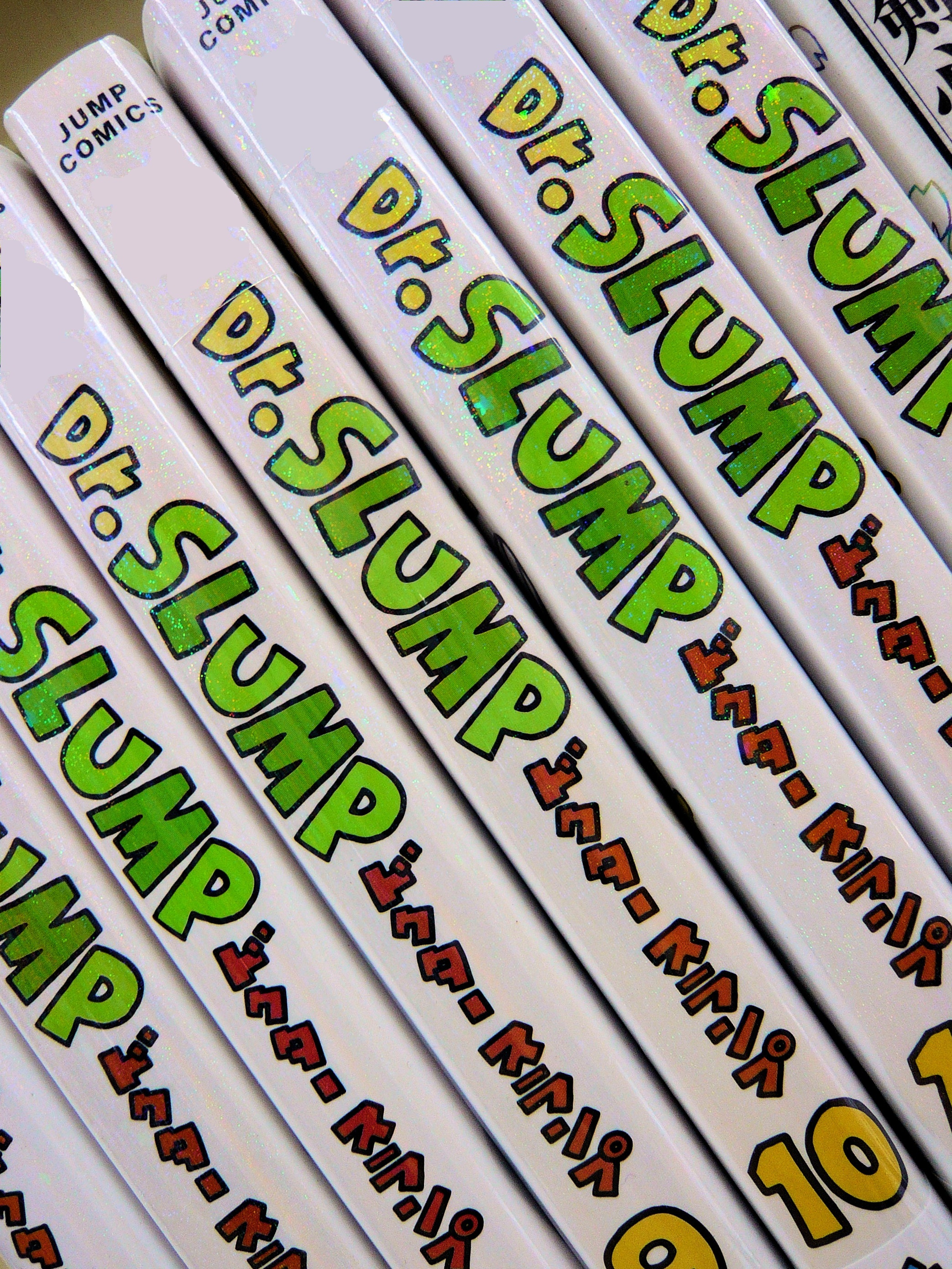
『Dr.スランプ』の完全版

鳥嶋は鳥山の手を離すことなく「面白い漫画を作り上げよう」と打ち合わせを重ねた。そして『Dr.スランプ』の基本コンセプトが誕生した。鳥山は当初、自称天才科学者の則巻千兵衛を主役と決めており、則巻アラレは脇役と考えていたが、鳥嶋は「アラレを主人公にした方が良い」と提案した。そこで、賭けをすることになった。鳥山が苦手とする、女の子を主人公とした作品を読み切りとして『ジャンプ』本誌に掲載し、読者アンケートで4位以下だったら千兵衛を主人公、3位以内だったらアラレを主人公にするというもの。賭けに乗る形で描いた作品が、1979年に発表した『ギャル刑事トマト』である。アンケートで3位を獲得、主人公はアラレに決まった。ただし、『Dr.スランプ』（ドクター≒千兵衛）というタイトルだけは譲らなかった。
1980年5・6合併号より『Dr.スランプ』の連載開始。瞬く間に人気作品となり、早々にテレビアニメ化が決定。タイトルに“アラレちゃん”と追加され、1981年4月より『Dr.スランプ アラレちゃん』としてフジテレビ系列の水曜19時台枠で放送開始。一大ブームを巻き起こす。最高視聴率36.9%を記録、歴代アニメ最高視聴率で3位になるなど大ヒットアニメとなった。鳥山の地元である東海3県の東海テレビでは関東以上に視聴率が高く視聴率40%超を記録している。
ジャンプ・コミックス第5巻は初版130万部を記録し、『ドラえもん』（第19巻）の120万部を上回り、第6巻は初版220万部を記録した。
連載1年目は、睡眠は3日に1回、最高記録となる6日連続徹夜、ペン入れの記憶がない回があるなどと多忙を極めた。
『Dr.スランプ』連載中の1982年、松本常男（現：編集プロダクションのキャラメル・ママ会長）により鳥山明公式ファンクラブ「鳥山明保存会」が運営開始される。松本は「最初は『Dr.スランプ・ファン・クラブ』と名付けるはずだったが、トリさ（鳥山明）を見て『保存』するしかない、ということでこの名前になった」と語っている。
1982年、260坪の土地を自宅近くに購入し愛知県清須市内に延床面積340平米の「アラレちゃん御殿」を建設、1996年には隣接する土地に延床面積320平米に及ぶ「ドラゴンボール御殿」を建てた。

### ドラゴンボールの連載
アイディアの不足を理由に『Dr.スランプ』の連載終了を相談したところ、「3か月後に新連載を始めるのなら終わってもいい」と言われ、次回作のネタを固めるために読み切り漫画『騎竜少年』『トンプー大冒険』を描きつつ、1984年8月に『Dr.スランプ』の連載を終了。

『ドラゴンボール』のロゴ

同年11月に『ドラゴンボール』の連載を開始する。当初は西遊記にコメディや格闘漫画の要素を加えた、孫悟空という少年の冒険譚であった。連載開始当初は期待も大きく反響もあったが、徐々に読者アンケート順位は下降。鳥嶋と分析を重ね、悟空に魅力がないという結論に至った。そこで貪欲に強さを追い求めるキャラを際立たせ、格闘大会天下一武道会という大舞台に向けて修行に励む過程を描く明快なストーリーに軌道修正。すると低迷していたアンケート順位がV字回復し、『ジャンプ』の看板作品に躍り出る。以降、次々と登場する強敵・難敵との戦闘や修行をメインに据えた物語となった。しかし、戦闘シーンが多くなるにつれ、小柄な少年体型の悟空では動き（アクション）に限界があり作画が難しく、連載をやめたいと申し入れたことがある。
1986年から1997年まで『Z』『GT』と二度の改題を経て放送されたテレビアニメシリーズは、平均視聴率20%を維持し、世界的に人気を博した。

### デザイナーとしての活動
漫画家としての活動の合間にデザイナーとしても活動しており、『ドラゴンクエストシリーズ』、『クロノ・トリガー』、『ブルードラゴン』などのゲーム作品のデザインを担当している。中でも『ドラゴンクエストシリーズ』は1986年5月27日に発売された『ドラゴンクエスト』から第11作『ドラゴンクエストXI 過ぎ去りし時を求めて』までのすべてのナンバリングタイトルでデザインを担当しており、『ドラゴンクエスト』が国民的RPGと評価されているのも「鳥山明の功績」と称されている。
ゲーム作品にも多数の代表作を抱えていることもあり、亡くなった際にゲーム業界から多くの追悼コメントが寄せられている。詳細は世界での追悼・反応を参照。

#### ドラゴンクエスト
1986年の第1作『ドラゴンクエスト』からキャラクター、モンスターデザインを担当している。詳細は『ドラゴンクエストシリーズ#開発』を参照。
エニックス社の堀井雄二は当時、ロールプレイングゲームの開発を目指し、キャラクターデザインに関して、堀井は『週刊少年ジャンプ』でライターをしていたときからの知り合いである編集者の鳥嶋和彦から当時『ドラゴンボール』を連載中であった鳥山を勧められ、鳥山にデザインを頼むことに決めた。その際、鳥嶋は鳥山が「『ポートピア連続殺人事件』に興味を持っており、ゲームの仕事をやりたがっている」という嘘をついた。なお鳥山と堀井との対談によれば「ゲームの仕事をやりたがっている」という発言は騙しであり、自身はゲームに関してはてんで無知だったと鳥山は語っている。
堀井の描いたラフ絵を基にデザインしているものもあるが、スライムに代表されるように自分のアレンジを加えており、キャラクターデザインに至ってはほとんど別物になっている。堀井のラフ絵では目も口もないドロっとしたスライムであり、鳥山により「ドロドロしてデザインしにくかったから」という理由で、液体で雨粒様のデザインになった。また、タイトルロゴの青いドラゴンは鳥山が描きおろしたものである。デザインを手掛けた榎本一夫（バナナグローブスタジオ）の提案で、ロゴに竜を描き加えることになり、鳥嶋を介して依頼を受けた。
鳥山は当時「コンピュータRPGをやったことがなかったため初めは苦労したが、『ドラゴンクエストII 悪霊の神々』以降はどんな感じかわかったのでやりやすかった」と語り、『ドラゴンボール』のストーリー全体にかかわるような影響を受けたという。『ドラゴンクエストIV 導かれし者たち』が発売された段階で、『ドラゴンクエスト』のイラストの中では『ドラゴンクエストII』のパッケージイラストが一番気に入っていると語っている。なお、キャラクターなどが多く面倒なため『ドラゴンクエスト』の漫画を描くのは絶対に嫌だという。
『ドラゴンクエスト』のデザインは当初ドットで描いてきたというエピソードを堀井雄二や鳥嶋和彦が述べているが、これは実際は『ドラゴンクエストII』のときであり、当初の話ではない。このときのドット絵風に描かれた原画は、後年の画集にも掲載されている。

#### クロノ・トリガー
1995年3月11日にスーパーファミコン用ソフトとして発売された『クロノ・トリガー』にキャラクターデザインとして制作に携わっている。同作は、『ドラゴンクエスト』シリーズの堀井雄二と『ファイナルファンタジーシリーズ』の坂口博信とタッグを組んで、「ドリームプロジェクト」として制作されたゲームであり、「平成のゲーム最高の1本」で1位に選ばれた国民的RPGである。

### ドラゴンボール連載終了後の活動
『ドラゴンボール』がテレビアニメとの関係でアニメスタッフに原稿を下描き状態で見せなければならなくなるなど、精神的にも肉体的にもハードな連載になったため、長期連載を辞めることを決断。1995年の『ドラゴンボール』の連載終了後は、デザイナー仕事の合間に『週刊少年ジャンプ』およびジャンプ系列誌での読み切り、『COWA!』、『カジカ』、『SAND LAND』などの短期集中連載作品がメインになっている。
鳥山は『ドラゴンボール』連載終了直後のメッセージで「やりたいっすよ、次（の新しい作品）を。そのために（ドラゴンボールの連載を）やめたいと思ったってのもあるし。不器用だから他をやりながらってのがダメなんです。この作品をやって純粋にストーリー漫画の面白さってのもわかりましたし、自分では動きのある絵もやっと描けるようになってきたなあと思い始めた」とコメントした。
1997年11月から1999年9月まで放送された『ドクタースランプ』において、初めてキャラクター原案を担当する。1997年の短期集中連載『TOKIMECHA』を一部CGで製作したのをきっかけに、2000年代以降はコンピューターでの作画に移行。フルカラーでの作画が多いのが特徴となっている。『SAND LAND』と『ネコマジンシリーズ』は日本国外でも翻訳出版された。
2003年には絵本『てんしのトッチオ』を発表。2009年にはNPO「田園社会プロジェクト」が発行する環境教育教材『最終戦略 バイオスフィア』に読み切り漫画『おいしい島のウーさま』を発表。集英社との専属契約上描けないことになっているのを特別に許可してもらったものである。
2007年3月には、『Dr.スランプ』の最終回から1年後の物語『ドクター・スランプ2007特別編 Dr.MASHIRITO ABALEちゃん』を執筆した。
2013年7月、13年ぶりとなる新連載『銀河パトロール ジャコ』を『週刊少年ジャンプ』33号 - 44号まで短期集中連載した。鳥山が同誌で連載を行うのは、同誌2000年23号（5月9日発売）から同年36・37合併号（8月8日発売）まで手がけた『SAND LAND』以来約13年ぶりのことで、また、同誌に作品が掲載されるのは、2010年50号（11月15日発売）の『KINTOKI－金目族のトキ－』以来、2年8ヶ月ぶりとなる。
2013年3月30日には鳥山が初めてアニメシリーズに脚本から深く関わった『ドラゴンボールZ 神と神』が公開。2015年4月18日にはその続編となる『ドラゴンボールZ 復活の「F」』が公開され、こちらでは単独で脚本を務めている。また、2015年7月から放送の『ドラゴンボール超』において、ストーリー&キャラクター原案を担当する。
2017年11月、租税回避に関する流出文書、パラダイス文書に鳥山の名が記載されており、投資組合に出資していたことがわかった。ただし本人によれば資産運用は完全に税理士任せで、報道を見て知ったという。この組合は12人の投資で組成されていたが赤字に陥り、本業の所得からの控除が認められず修正申告を行ったことで知られていたが、パラダイス文書の解析の結果、そのひとりが鳥山であったことが判明した。この報道を受けて11月8日に自宅前で『FLASH』の突撃取材に遭い、顔出しをすることになった。
2018年12月14日、映画『ドラゴンボール超 ブロリー』が公開された。鳥山は原作と脚本、キャラクターデザインを担当した。
2022年6月11日、映画『ドラゴンボール超 スーパーヒーロー』が公開された。鳥山は前作に引き続いて、脚本、キャラクターデザインを担当した。

### 死去
2024年3月1日に急性硬膜下血腫のため68歳で死去した。訃報は3月8日に『週刊少年ジャンプ』の公式ウェブサイトおよび『ドラゴンボール』公式サイトで公表され、葬儀は近親者だけで行われた。
内閣官房長官の林芳正は3月8日午後の定例会見において、訃報に触れ、「（鳥山の作品によって）日本のコンテンツが幅広く世界で認知をされるなど我が国のソフトパワーの発揮に重要な役割を担った」と述べた。また、Dr.スランプが思い出深い作品と述べており、学生時代にアラレファッションが流行ったと述べた。
鳥山の元アシスタントで、漫画の連載終了後も交流を続けてきたイラストレーターのまつやまたかしが2023年秋に鳥山宅を訪問した際、以前から糖尿病を患っていた鳥山から「2024年2月に脳腫瘍の手術を受ける予定である」「外側だから、それほど大変じゃない」「禁煙するのが辛い」といった内容の話を聞かされ、松山は、退院後に見舞いをする旨を伝えたという。
海外でも死去のニュースが速報で伝えられ、BBC、ニューヨーク・タイムズ、CNN、ABCニュース、フォーブス、ル・モンド、中国中央テレビ、聯合ニュース、アル＝アラビーヤほか数多くのメディアが報じた。フランスの有力紙『リベラシオン』は、一面トップに孫悟空のイラストを掲げたうえ社説を掲載、「若者を対象とする今世紀の文化は、事実上すべて鳥山明の影響を受けている。 (…) 鳥山はかつて子供の心をとらえていたタンタンやスーパーマンとは全く異なる方法で〈成長への旅〉を再発明してみせたのだ」と急逝を悼んだ。
SNSでもXの世界トレンドで「ドラゴンボール」が1位、「鳥山先生」が2位、「Akira Toriyama」が3位とトレンドを席巻し、新浪微博（ウェイボー）のトレンドワードでも1位になるなど、SNSでも世界中から哀悼の言葉が続々と投稿された。アメリカでは訃報が発表された同じ時間に行われていたアメリカ合衆国大統領のジョー・バイデンによる一般教書演説に関する投稿数を一時超える事態となった。

## 死後

### 世界での追悼・反応
訃報を受け、日本全国の書店で鳥山明の追悼コーナーが設けられる動きが広がった。また、東京証券取引所で「漫画全巻ドットコム」や「まんが王」などのネット書店を手掛ける「TORICO」が後場急伸し、一時ストップ高となった。『ドラゴンボール』や『Dr.スランプ』などの作品をまとめ買い思惑から買いを集める展開となっている。市場では「悲しいニュースだが、鳥山氏の死を惜しんだファンが全巻まとめ買いすることが考えられ、思惑買いが生じやすい」との声があがった。
鳥山の居住地で、市制20周年記念ロゴをデザインした清須市は、市の公式サイトで追悼のコメントを発表した。同市の市立図書館では、『ドラゴンボール』など鳥山の関連作品を集めた追悼コーナーが開設された。
2024年3月9日に開催された『第18回声優アワード』では、鳥山がアニメ業界に多大な貢献をしたことを理由に、同日に訃報が伝えられた声優のTARAKOとともに授賞式の冒頭で異例の黙祷が15秒間行われた。
鳥山を見出した初代編集者の鳥嶋和彦は、2024年3月26日（25日深夜）に自身がパーソナリティを務めるラジオ番組『TOKYO M.A.A.D SPIN「ゆう坊&マシリトのKosoKoso放送局」』において鳥山明追悼回を放送。45年に及ぶ鳥山との信頼関係や仕事ぶりをはじめとする、その胸中を語った。
訃報を受け、『週刊少年ジャンプ』公式サイト上に鳥山と親交のあった関係者から追悼のコメントが寄せられた。
堀井雄二の追悼文本当に、あまりに突然な鳥山さんの訃報で、まだ信じられない気持ちでいっぱいです。
鳥山さんとは、ボクが少年ジャンプのライターをやっていた頃からの知り合いで、担当編集者の鳥嶋さんの勧めもあり、ドラゴンクエストを立ち上げる時に、彼にゲームの絵を頼むことにしました。あれから37年余り、登場人物のキャラクターデザイン、モンスターデザイン、とても数えきれないほどの魅力的なキャラを描いていただきました。
ドラゴンクエストの歴史は、鳥山さんのキャラデザインとともにありました。鳥山さん、故すぎやま先生は、ドラゴンクエストを長きに渡って作ってきた仲間でした。亡くなってしまうなんて‥‥。
これ以上、なんて言えばいいのか言葉になりません。本当に、本当に、残念です。 — ドラゴンクエストゲームデザイナー 堀井雄二
尾田栄一郎の追悼文あまりに早すぎます。空いた穴があまりに大きすぎます。もう二度と会えないと思うと、悲しみが押し寄せてきます。子供の頃から憧れすぎていて初めて名前を呼んで貰えた日の事も覚えています。
漫画家に限らずあらゆる業界で活躍するクリエイター達の少年時代にドラゴンボール連載当時の興奮と感動が根付いているでしょう。その存在は、大樹です。同じ舞台に立った僕ら世代の漫画家にとって鳥山作品は近づく程により大きな存在と気づかされました。怖いくらいに。
でもまた、飄々としたご本人に会えるとただ嬉しい。僕らは血液レベルで鳥山先生が大好きだから。鳥山先生の残された創造性豊かな世界に敬意と感謝を込めて、心よりご冥福をお祈りいたします。天国が先生の想い描いた通りの愉快な世界でありますように。 — ONE PIECE作者 尾田栄一郎
岸本斉史の追悼文突然のことで何をどう書けばよいのか正直わかりません。ただ今は鳥山先生にいつか聞いて欲しかった事、想いをお伝えさせて頂きたく思います。
小学生低学年でDr.スランプ、高学年でドラゴンボールとずっと先生の漫画と一緒に育ち、生活の一部で先生の漫画が隣にあるのが当たり前でした。嫌なことがあっても毎週のドラゴンボールがそれを忘れさせてくれました。本当にドラゴンボールが楽しすぎたからです！
先生はいつも僕の指針でした。憧れでした。先生にはご迷惑かもしれませんが勝手に感謝しています。僕にとってはまさに救いの神であり、漫画の神様でした。
今、先生のご訃報を受けたばかりです。ドラゴンボールが終わった時以上のとてつもない喪失感に襲われ...まだこの心の穴にどう対処すればよいのか分かりません。今は大好きなドラゴンボールも読めません。もし本当にドラゴンボールの願いが１つ叶うなら...すみません...それはわがままな事なのかもしれませんが、悲しいです先生。
鳥山明先生、45年もの間たくさんの楽しい作品をありがとうございました。そして本当にお疲れ様でした。残された家族のみなさまにおかれましては今はまだ深くご傷心のことと思われます。ご自愛くださいませ。鳥山明先生の安らかな眠りをお祈り申し上げます。 — ナルト作者 岸本斉史
『週刊少年ジャンプ』と『ジャンプスクエア』では、当時連載中の漫画家全員が追悼コメントを寄せた。
| 作品名                                                   | 作者             | 原作者   | 備考                                         |
| -------------------------------------------------------- | ---------------- | -------- | -------------------------------------------- |
| ONE PIECE                                                | 尾田栄一郎       |          |                                              |
| 呪術廻戦                                                 | 芥見下々         |          |                                              |
| 夜桜さんちの大作戦                                       | 権平ひつじ       |          |                                              |
| アンデッドアンラック                                     | 戸塚慶文         |          |                                              |
| 僕とロボコ                                               | 宮崎周平         |          |                                              |
| SAKAMOTO DAYS                                            | 鈴木祐斗         |          |                                              |
| 逃げ上手の若君                                           | 松井優征         |          |                                              |
| ウィッチウォッチ                                         | 篠原健太         |          |                                              |
| アオのハコ                                               | 三浦糀           |          |                                              |
| あかね噺                                                 |                  | 末永裕樹 | 作画の馬上は翌号でコメント                   |
| キルアオ                                                 | 藤巻忠俊         |          |                                              |
| 鵺の陰陽師                                               | 川江康太         |          |                                              |
| 魔々勇々                                                 | 林快彦           |          |                                              |
| カグラバチ                                               | 外薗健           |          |                                              |
| ツーオンアイス                                           | 逸茂エルク       |          |                                              |
| グリーングリーングリーンズ                               | 寺坂研人         |          |                                              |
| 累々戦記                                                 | 雨宮ケント       |          | 翌号にもコメントを寄せた                     |
| Dear Anemone                                             | 松井琳           |          |                                              |
| 超巡!超条先輩                                            | 沼駿             |          |                                              |
| ルリドラゴン                                             | 眞藤雅興         |          |                                              |
| 『週刊少年ジャンプ』2024年18号で追悼コメントを寄せた作者 |                  |          |                                              |
| 作品名                                                   | 作者             | 原作者   | 備考                                         |
| 僕のヒーローアカデミア                                   | 堀越耕平         |          | 前号休載により今号でコメント                 |
| あかね噺                                                 | 馬上鷹将（作画） |          | 末永が前号でコメントしたため、今号でコメント |
ジャンプスクエア2024年5月号で追悼コメントを寄せた漫画家一覧
許斐剛、佐倉ケンイチ、加藤和恵、アミュー、山本ヤマト、助野嘉昭、増田こうすけ、三好輝、藍本松、和月伸宏、近藤憲一、城戸みつる、浅倉秋成、空もずく、佐乃夕斗、ネオショコ、しょうじなつお、おだかけんたろう、多治見尚哉、安藤狂太郎、カシミハル、YOHAN。
また、上記の雑誌などで追悼コメントを寄せた人達以外も自身のSNSや、自身の作品の公式サイトなどで追悼コメントを寄せている。
追悼コメントを寄せた主な漫画家一覧
『電影少女』桂正和、『のだめカンタービレ』の二ノ宮知子、『キングダム』の原泰久、『金色のガッシュ!!』の雷句誠、『銀魂』の空知英秋、『SLAM DUNK』の井上雄彦、『ろくでなしBLUES』の森田まさのり、『ストップ!! ひばりくん!』の江口寿史、『SPY×FAMILY』の遠藤達哉『BLEACH』の久保帯人などが追悼コメントを寄せている。
追悼コメントを寄せた主なゲーム関係者一覧
『ドラゴンクエストシリーズ』の堀井雄二、市村龍太郎、青山公士、『ファイナルファンタジーシリーズ』の坂口博信、『妖怪ウォッチ』の日野晃博、『クロノ・トリガー』の時田貴司、光田康典、『桃太郎電鉄シリーズ』のさくまあきらなどが追悼コメントを寄せている。

### 国外の反応

#### アジア
大韓民国
- 韓国では、訃報が伝えられて以降の3月11月から13日までの『ドラゴンボール』の単行本の販売数が先週比1277％増と急増した。また、『Dr.スランプ』の単行本の販売数も先週比290％増加した[135]。

 中華民国（台湾）
- 台湾では、台湾国内で『ドラゴンボール』など鳥山明の作品の書籍の出版を手掛けている東立出版社が、鳥山明の作品の全書籍の重版を決定した[136]。東立出版社は「鳥山明の全作品を順次重版する予定です。特別な記念版はないかもしれないが、重版を通じて台湾のファンが鳥山明の作品を再訪できることを期待している」と述べた[137]。
- 台湾の花蓮県花蓮市の市役所では、訃報を受け鳥山明ファンである魏嘉彦市長の提案で始業や終業に流れるチャイムを『ドラゴンボールGT』の主題歌『DAN DAN 心魅かれてく』に変更された[138]。

 中華人民共和国
- 中国でも作者の訃報が速報で伝えられ、中国外務省報道官の毛寧は「著名な漫画家で、彼の作品は中国でもとても人気があった」と評価した上で深い哀悼の意を表明した[94][139]。
- 新京報（電子版）は「日本の漫画黄金時代の中核人物であるだけでなく、世界の漫画界の一里塚となる人物だった」と鳥山を評価し[140]。
- 中国のSNS微博（ウェイボー）で「鸟山明去世（鳥山明死去）」のワードが入ったポストの閲覧数が1時間で2億4000万回を記録し、中国でも悲しみの声で溢れた[141][142]。

 香港
- 香港の俳優ジャッキー・チェンは、SNSに鳥山との2ショット写真と共に「鳥山明先生、あなたがあんなにも多くの名作を作ってくださったことに感謝します。それらは永遠に世界とともにあるでしょう。ご冥福をお祈りします」と偲んだ[143]。

#### 南米
ペルー
- ペルーでは、鳥山明を偲んで現地の数十人のアーティストが長さ110メートルに及ぶ、『ドラゴンボール』の巨大壁画を描いた[144]。

 アルゼンチン
- 『ドラゴンボール』はアニメを通じて南米各国でも人気があり、とくにアルゼンチンでは、訃報が伝えられると、首都ブエノスアイレスに数千人が集まって「アキラ」と連呼し、全員で「元気玉」にエネルギーを送るポーズを繰りかえして死を惜しんでいる[145]。

 エルサルバドル
- エルサルバドル政府は鳥山明の死去を受けて公式声明を発表し、「鳥山明氏の逝去により、エルサルバドルは日本に哀悼の意を表します。エルサルバドルは非常に悲しいことですが、ドラゴンボールの作者である有名な芸術家、鳥山明の死を悼みます。」と追悼し、エルサルバドル全土で追悼期間を設けると発表した[146]。

 メキシコ
- メキシコでは、2024年3月9日に首都メキシコシティにあるソガロ広場に大勢のファンが集まり、参加者全員で「元気玉」のポーズをして追悼した[147]。

 チリ
- チリでは、2024年3月10日に首都サンティアゴにあるイタリア広場に大勢のファンが集まり、参加者全員で「元気玉」のポーズをして追悼した[148]。

 ブラジル
- ブラジルの副大統領で以前から同国政府の政策説明やトヨタ自動車による同国への大規模投資に対する感謝のメッセージの際にドラゴンボールのキャラクターを使用していたジェラルド・アルキミンもSNSにて追悼コメントを発信している[94][149]。

#### ヨーロッパ
フランス
- フランスでも同国大統領のエマニュエル・マクロンと同国首相のガブリエル・アタルがそれぞれXにて追悼のコメントを投稿した[94][150]。
- 日本の内閣総理大臣である岸田文雄は2024年5月にフランスを訪問した際にマクロンにドラゴンボールを題材とした江戸切子のグラスを、アタルには同作品のキャラクターをモチーフにしたこけしをそれぞれ贈呈した[151]。
- フランスの主要紙の一つ『リベラシオン』紙は一面に悟空のイラストを掲げ、社説で「20世紀後半のビジュアル文化はすべて鳥山明から深い影響を受けている。 (…) かつて子供たちの心をとらえていたスーパーマンやタンタンとは全く異なる形で、鳥山は〈成長の旅〉を根本的に刷新してみせた」と死を悼んだ[116]。

 スペイン
- スペイン・カタルーニャ州の首相ペレ・アラゴネスもXにて追悼のコメントを投稿した[152]。
- カタルーニャ州・タラサにある文化団体は訃報を受け、市内の通りの名称を鳥山明の名前に因んだ名称にするように市議会に提案した。ジョルディ・バラート市長も「伝説的な作品を見て育った多くの市民にとって、鳥山明は人生の一部」と賛成を表明したが[153]、カタルーニャ州の命名規則の規定では、死後5年を経過しないと申請手続きを開始できないため、提案の実現には時間がかかるとのこと[154]。

#### 北米
アメリカ合衆国
- アメリカでは、駐日アメリカ合衆国大使のラーム・エマニュエル大使がXに追悼コメントを寄せた[155]。
- マイクロソフト社は、鳥山明を追悼して、Xbox Series X/S、Xbox One用に鳥山明が手掛けた『ブルードラゴン』のダイナミック背景を無料配布した。マイクロソフトXbox公式アカウントは「真のレジェンドに敬意を表して」と述べた[156]。
- 2024年8月にアメリカ・ニューヨークで行われた日本アニメのイベント「Anime NYC」では鳥山を追悼するイベントも行われた[157]。

#### スポーツ界
各国のサッカー界からも追悼コメントが寄せられており、フランスリーグ・アンより、パリ・サンジェルマンは「ありがとう、鳥山明さん」とコレオグラフィーの写真と共に追悼し、イタリアセリエAより、セリエA公式、ACミラン、ユヴェントスFC、カリアリ、スペインラ・リーガより、FCバルセロナ、バレンシアCF、レアル・ソシエダ、レアル・ベティス、ビジャレアルCF、ビルバオ、ドイツブンデスリーガより、ドルトムント、ブラジルブラジレイロンより、CRフラメンゴ、サントスFC、アルゼンチンリーガ・プロフェシオナルより、CAインデペンディエンテなどが追悼コメントを寄せた。

### 没後の作品展開
2024年3月4日、『SAND LAND』の映画・アニメ・ゲーム・グッズを展開する「SAND LAND Project」が発表され、2024年3月20日より、Disney+にて『SAND LAND: THE SERIES』の配信が始まった。『SAND LAND: THE SERIES』は、映画版に新規カットを加えて再構築した「悪魔の王子編」と、鳥山が考案した新たな物語を描く「天使の勇者編」の2章で全13話の構成となっている。
鳥山は「SAND LAND Project」について、「続編となる『天使の勇者編』についても、いただいた概要には見事に初めからドラマチックな要素と動きのある展開がたくさん盛り込まれていました。僕は新キャラである天使のムニエルの設定とデザイン、アンなどのデザイン、エピソードなどを提案させていただき、続編が完成しました。」とコメントした。
2024年3月8日、スクウェア・エニックスは開発中の新作『ドラゴンクエストXII 選ばれし運命の炎』について発売を目指して開発を進める方針と明かした。
2024年3月11日、フジテレビのオンラインイベント『フジテレビ アニメラインナップ発表会2024』内で『ドラゴンボールDAIMA』が2024年秋より、フジテレビで放送される事が発表された。同作は鳥山が原作、ストーリー、キャラクターデザインほか、制作に詳細に携わった完全新作アニメシリーズである。
2024年3月22日、サウジアラビアで世界初となる『ドラゴンボール』のテーマパークが建設される事が発表された。「ドラゴンボールテーマパーク」は50万㎡を超える広さを誇り、7つのエリアで構成された敷地に「カメハウス」「カプセルコーポレーション」「ビルスの星」など、本作を象徴する建物や、30以上のアトラクションが用意されている。同プロジェクトは2021年からスタートし、鳥山にも話が伝えられていたとの事。
2025年2月28日、『ドラゴンボールDAIMA』最終回が23時40分に放送開始され翌日の0時10分に放送終了した。ネット上では命日に最終回を迎えたことについて「鳥山先生らしい終わり方」「最後にファンへの最高のプレゼント」というコメントが出た。

## 作風

### 作画方法
面倒くさがり
初代編集者の鳥嶋和彦によると、『Dr.スランプ』では「一番簡単だから」という理由で、丸い山に木があるだけの背景にしたという。『ドラゴンボール』では、描くのが大変な市街地などの背景で闘いに入ると爆破させる、もしくはすぐに登場人物を荒野に移動させたり、超サイヤ人を金髪にすることでアシスタントのベタ塗りの時間を節約させる、などのエピソードがある。『Dr.スランプ』の途中から『ドラゴンボール』までアシスタントは松山孝司1人しか使っておらず、いつも悟空の髪の毛のベタ塗りに時間を取られていたため、鳥山は「超サイヤ人を登場させたことでアシスタント君との約束をやっと果たすことができた」と語っている。
しかし鳥山は2015年に「ボクはいつもそうなんですが、人と話す時、特に収録などされていると余計に面倒だからとか、なんとなくとか、ちょっと格好つけて苦労を悟られないように話してしまうという、つまらないクセがあります。もちろん、そんなに面倒くさがりだったら漫画など描けないし、なんとなく描けるほど漫画家という職業は甘いものではありません。なんてことないようなフリをしていますが、陰ではけっこう頑張っているんです」「ジジイになった今だって、漫画の仕事こそあまりしませんが、わずかな睡眠時間であれこれ頑張っています。それでもなかなか満足できるような仕事はできません。自信のあるような態度も、じつは自分を追い込んでいるだけです。よく言われることではありますが、本当に永遠に勉強だと思っています」と言っている。そして「また、少しだけ話を大げさに盛ってしまったり、プチ自慢したり、言ってることが変わってしまうのも我ながら感心しませんね。へそまがりなうえに孤独好きで人付き合いの悪い部分は、職業的にプラス部分もあったりするので反省はしませんが、人間的にはどうなんでしょう」と言って「流行に乗るな、とまでは言いませんが、わしの作品について来い！なんて言うぐらいの流れに逆らう根性とセンスと個性は、できれば身に付けてほしいですね」とアドバイスしている。
かつてのインタビューではマンガ製作の準備・練習が嫌いなことを公言しており、鳥嶋にも鳥山ほど資料を持っていない作家はなかなかいないと言われている。ただし鳥嶋は鳥山のことを「基本的な絵の勉強を漫画ではなく、デザイン画などから学んでいるため、バランス感覚が優れている」「トーンを使わないので、白と黒のバランスを取るのが非常に上手い」「背景などを描かなくても画面が持つだけの構成力とデッサン力を持っている」とも評している。
3代目編集者の武田冬門によると、インタビューではよく「ペン入れが嫌い」や「ネームがしんどい」と言っているが、実際にはほぼ言わないという。
トーンについて
漫画作品では、あまりタッチをつけない均一な線が用いられており、デジタル作画を導入する前はスクリーントーンの使用が少なかった。前述のように鳥山は自身のことを非常に面倒臭がりだとしており、本人は「切ったり貼ったりするのが面倒だから、というより好きではない」と語っている。ただし、トーンが嫌いなわけではなく、むしろ使いたいとも述べていたこともあり、デジタル作画導入以降の作品ではトーン処理された画面が増えた。
ネームは描かない
一般的に漫画作品は、ネーム、下描き、ペン入れの工程を経て完成する。鳥山も初期はネームを作成した上で下描きをしていたが、その後はネームを描かずに、下描きから始める製作方法を取るようになった（『Dr.スランプ』の連載中期以降、それを逆手に取ったような描写も見られるようになる）。これは「3度も描くのが面倒」と、担当編集者の鳥嶋に進言したことによる。2代目担当編集者の近藤裕は「いきなり下描きが上がってくるから、描き直しをさせていいものかどうか」と、戸惑ったという。
CGによる制作
『ドラゴンボール』連載終了後にバンダイからMacをもらい、使い方を教えてもらったのをきっかけにデジタル制作を始め、以降は制作過程でCGを用いたものがかなりの割合を占めており、「パソコンが無ければ絵を描くのが完全に嫌になっていた」「よくパソコン塗りは味がないなんて言われるが、芸術作品を描いているわけでもないので」とのこと。デジタル化以降のカラーでは、特徴的であったメリハリの利いたアニメ絵のような塗り方から、境界を明確にしないグラデーション塗りに変わっている（特に陰影の塗り方に顕著）。ただしCGを用いるようになった後も『ネコマジン』などの漫画作品は以前と同様に原稿用紙にペン入れしてベタとトーンだけをPCで作業しており、ゲームのデザイン画やイラストを描くときのみペンタブレットを使用している。
模倣の難しさ
とよたろうとの対談で、「鳥山先生の絵は、一見するとシンプルなので、連載当時に僕たち子供は描けるような気がしちゃったんですよね。でも実際に描いてみるともう何か、圧倒的にちがうんです。どうやっても『本物の悟空』にならない…」（とよたろう）、「そうかもしれないですね。プロのアニメーターさんが描いても『ちょっとちがうかな〜』って思うことがあるくらい（笑）。僕のは線がシンプルだから、かえってむずかしいのかもしれませんね。自分しかわからない線っていうのがあるのかなあ」（鳥山明）と語っている。
使用道具
インクはパイロット製図用インクか証券用インク。ペンはゼブラGペン、たまにコピックペン、ピグマ。着色は昔はルマのカラーインク、現在はほとんどパソコンで、使用ソフトはAdobe Photoshop、たまにCorel Painterを使用。また「ペン入れの際スベスベの紙を使えばスムーズな線が描けることを、ほとんどマンガを書かなくなった最近になって発見。これまで使っていた紙は質が悪かったようでちょっとショック」と語っている。

### 人物以外の物
様々なメカ
作中にロボットや車、バイクなどが多く登場するのも特徴のひとつで、かつてバイクレーサーだった父親が自動車修理屋を経営していた影響もあるとのこと。『Dr.スランプ』では表紙や扉絵に車ばかりを描いていたら、鳥嶋に「いい加減飽きた、この漫画は車が主人公だっけ?」と嫌味を言われたことがある。ただし、構造に詳しいわけではなく、専門用語などは理解できないという。他にも『スター・ウォーズ』など好みのSF映画からの影響が強い。オリジナルのメカを考えるのが一番楽しいときであり、どのように乗り込むのか、どこにエンジンが付いているのかなどをきちんと考えて描いているとのこと。
動物好き
脇役に擬人化した動物キャラクターが多いのは、「人間だけだと顔を描き分けるのが大変だから」、「動物好きということもあるが、基本的に人間より安易にバリエーションが増やせるから。特に犬は人間よりはるかに忠実でピュアなイメージなので多用している」とのこと。多くが人間の言葉を操るなど普通に人間社会に溶け込んでいる。元来が少年時代に「馬やチンパンジーを飼いたい」と親に駄々をこねたほどの動物好きで、犬や猫を始め、ウサギ、鳥類、魚類などの飼育を趣味としている。ハイギョの飼育がテーマの短編作品『ハイギョのマヒマヒ』を執筆しており、『Dr.スランプ』にも、村の乱暴者がブンチョウの飼育を通じて更生する、などのエピソードがある。唯一ネズミだけは苦手だったが、子供にせがまれて飼い始めたハムスターの影響で苦手意識が薄れた、と語っている。

### 話作り
話作りについて
もともと先の展開をじっくりと考えて描くタイプではなく、『ドラゴンボール』では行き当たりばったりで描いていたことが多いとのこと。鳥山自身、自分でもどうなっていくのかわからなくて、なかなかドキドキわくわくして描けて悪くないという。また、悟空が大猿に変身したりサイヤ人だったと設定は当初まったく考えておらず、こういう辻褄合わせは上手いと語っている。『Dr.スランプ』でも、作中で行き当たりばったりで考えていたことをネタにしていた。また、「鉛筆で実際にコマを割って絵や台詞を書いたりして話を進めていくと、頭で考えていた漫画と、ちょっと違ってきてしまうことが僕はよくある」と発言している。ただし、「少年漫画で宇宙を出すと失敗する」と言われていたため、『ドラゴンボール』でナメック星を出す際はかなりつじつまが合うように設定を作り込んだという。
「普通はこう考えるところを逆手にとって面白くできないか」と考えており、へそ曲がりな性格から「天下一武道会で悟空が優勝するんでしょう」と周りに言われてなかなか優勝させなかったり、「ベジータを殺さないで」というファンの意見を聞いてワザと殺したりすることもある。また、『ドラゴンボール』連載初期でも「戦いの場面を増やせば受けるということは分かっていたが、天邪鬼な性格だからシャクに障る」と、すぐに戦いのほうにシフトはしなかった。
『ドラゴンボール』の連載については「絵を描いている時よりも話を考えている時の方が仕事にしてはちょっとだけ楽しいかも」「でも後半の方の話は結構無理して考えていたから苦しかった」と語っている。また、新しいことを考えるために連載が終了した漫画のことはわざと忘れるようにしていると語っている。
恋愛マンガ嫌い
「ラブコメは読めない、ダメ」と語ったことがあり、ラブコメ好きの鳥嶋が出したアラレとオボッチャマン、あかねと突詰、タロウと鶴燐、悟空とブルマを恋愛させろという指示に対しては頑なに拒否し、千兵衛とみどりの結婚をあっさりと済ませ、ドラゴンボールでも悟空とブルマを恋愛させようとして、ラブコメが苦手な鳥山は困惑していた。そのため悟空とチチの結婚をあっさりと描いている。

## 評価
『Dr.スランプ』や『ドラゴンボール』などの世界的なヒット作品を生み出し、世界的な知名度を誇っており、在フランス日本国大使館が毎年行っている「フランスで最も有名な日本人」の調査で2004年当時、文化庁主催の特別講演で浜野保樹は「（毎年選ばれているのは）ずっと鳥山明」と証言し、2018年にテレビ朝日系で放送された「陸海空 地球を征服するなんて」の番組内で行われた「メキシコでもっとも有名な日本人」でも1位に選ばれるなど、「漫画界の巨匠」「世界の漫画界の一里塚」と評されている。
1980年から1990年代の『週刊少年ジャンプ』の全盛期を支えた立役者であり、当時編集長を務めた西村繁男は、「『週刊少年ジャンプ』発行部数600万部達成の快挙は、鳥山明の破壊的なパワーを借りて初めて実現し得たことは、誰も否定できないだろう」と評価している。初代担当の鳥嶋は後に、『ドラゴンボール』は『里見八犬伝』と『未来少年コナン』の変形であり、鳥山のことを他作家たちの積み重ねの上に成立した“偉大なるアレンジャー”と表現している。
『Dr.スランプ』はテレビアニメ化され、社会現象を巻き起こすほどの大ヒットとなった。この大ヒットにより、それまで漫画作品のアニメ化に積極的ではなかった少年ジャンプ編集部にも影響を与え、今ではどの出版社でも当たり前に行われているメディアミックス化を行うようになった。
『ドラゴンボール』は全世界累計で2億6000万部を記録。市場規模は230億ドル（3.4兆円）を記録。
『ドラゴンクエストシリーズ』は第1作目からキャラクター・モンスターデザインを手掛け、「国民的RPG」と評されている。

### 受賞歴
- 1981年 第27回小学館漫画賞 少年少女部門受賞（『Dr.スランプ』）
- 2000年 第4回文化庁メディア芸術祭 デジタルアート・インタラクティブ部門大賞受賞（『ドラゴンクエストVII エデンの戦士たち』）
- 2006年 日本のメディア芸術100選 マンガ部門3位選出（『ドラゴンボール』）
- 2013年 第40回アングレーム国際漫画祭 40周年記念特別賞受賞[202]
- 2019年 フランス芸術文化勲章シュバリエ受章[203][204]
- 2024年 東京アニメアワード2024 アニメ功労部門受賞[205]
- 2024年 ハーベイ賞 殿堂入り[206]

## 人物

### 家族
妻は少女漫画家のみかみなち(旧姓：加藤由美)（1976年デビュー、1982年時点では休筆、1986年頃に事実上の引退）と1982年2月7日に結納し、同年5月2日に名古屋逓信会館で結婚。出会いのきっかけは、鳥山がイタズラ電話をかけたのが始まりである。「あのセンスと知識にはかなわない」と妻を評している。
子供は2人いる。長男（1987年生まれ）、長女（1990年生まれ）。
長男は東映アニメーションの林田師博によると、映画『ドラゴンボール超 スーパーヒーロー』の製作において、スーパーバイザーを務め、制作において重要な責任を負っていたと語った。
長女は自身の母校である清洲中学校に在学していた2004年時点で美術部に所属し、部を挙げて「読売国際漫画大賞」への作品応募に挑戦していたことが報じられ、鳥山の父の葬儀では彼女が描いたイラストが飾られた。
妹がいて、その子供は則巻ガジラのモデルとなった。

### 性格
人付き合いは苦手
本人曰く、都会の騒がしさや人の多さが嫌いであり、仕事でやりとりする人が住んでいた東京都に居住することはなく、ファックスなどでやりとりしていた。人間関係も家族と気の合う友人、信頼できる仕事仲間以外の人物とは積極的に会いたいとは思わないと語っている。ただし1980年には、母校である清洲中学校の生徒たちが自宅を訪ねてきた際に快くサインの申し出に応じており、彼らの担任教諭だった男性の教え子たちが「先生の分も」と頼んで鳥山に描いてもらった『Dr.スランプ』のサイン画を大切に保管しているということが報じられている。
マスコミへの露出
元々マスコミなどへの露出を好まなかったが、『Dr.スランプ』連載時代は『徹子の部屋』（1983年5月4日放送）に出演したり、NHK特集『わが青春のトキワ荘〜現代マンガ家立志伝〜』（1981年5月25日放送）に荒木飛呂彦とともに登場したりするなどテレビやラジオ番組には何度か出ており、鳥嶋の指示により『ジャンプ』誌面や『Dr.スランプ』などの単行本にも自身の写真を積極的に載せていた。また、1984年の映画『ゴジラ』にエキストラで参加。本編中では大写しにならなかったが、市販もされた一部ポスターにおける群衆の中に写っている。
しかし『ドラゴンボール』の連載後期には、小さな町に在住しているため顔がばれるのが嫌だからという理由で本人の写真が公表、掲載されることはなくなっている。スーパーマーケットなどを見て歩くのが好きだというが、新しくオープンしたスーパーマーケットに行った際に売場の女性たちからサイン攻めに遭い、なかなか出ることができなかったことがあり、それ以降はそれまで応じていたインタビューを断るようになり、顔のあからさまな露出も避けるようになった。『ブルードラゴン』のCMにも出演しているが、顔出しはしていない。
自画像
『Dr.スランプ』連載当初は擬人化した鳥だったが、その後、普通の人間の顔やマスク姿など変遷を繰り返し、最終的にガスマスクを着用したロボットのデフォルメキャラクターとなった。

### 趣味・嗜好
モデルガン・プラモデル好き
プラモデル作りの腕前はプロ級で、株式会社タミヤが毎年主催している1/35フィギュア改造コンテストで複数回入賞。1986年開催の同コンテストでは金賞を受賞している。また愛知県のプラモデルメーカーファインモールドの代表取締役・鈴木邦宏と40年以上の親交があり、同社関連の仕事もいくつか手がけている。
喫煙
読者からプレゼントされた女性用下着がヤニで黄色くなってしまうほどのヘビースモーカーであり、多い時は1日で3箱、締め切り前は100本以上吸うこともある。会社勤めを辞めた後、『週刊少年ジャンプ』の新人賞に応募したのも煙草代が欲しい一心からだったと語っている。その一方、酒は苦手でせいぜいビールをコップ1杯程度だという。
中日ドラゴンズ
「生まれも育ちも名古屋で中日ドラゴンズファン」と語っている。『Dr.スランプ』内でもキャラクターたちが中日ドラゴンズを応援する一幕がみられる。
サイン
サイン集めが趣味であり、『Dr.スランプ』の登場キャラクターである空豆ピースケの趣味がサイン集めなのも鳥山の趣味がそのまま反映されたものである。

### 影響を受けた作品・人物
手塚治虫
尊敬していた漫画家は手塚治虫で、幼少時代は『鉄腕アトム』に登場するロボットを毎日いたずら描きしていた。
ウォルト・ディズニー
一番影響を受けたのはディズニーアニメであり、『101匹わんちゃん』のクオリティの高いアニメーションにかなりの感銘を受けて毎日模写をしていた。
ブルース・リー、ジャッキー・チェン
学生時代、ブルース・リー主演の香港映画『燃えよドラゴン』を観るために1日に3回、10日間ほど映画館に通っていた。多感な頃に観た映画のため影響は大きいという。『ドラゴンボール』のタイトルも『燃えよドラゴン』から来ている。結婚後に妻からジャッキー・チェンの映画を薦められて『酔拳』にもハマり、「この2作のどちらかが映画の中で一番ワクワクしたベスト」だと語っている。ジャッキー・チェンの映画を流しながら、漫画を描くこともある（鳥嶋和彦によると「鳥山の妻から聞いた話」として、鳥山本人は何回も観ているためシーンは覚えており、ビデオは真後ろに置いて映像は観ず想像し音声だけ聞きながら漫画を描いている、とのこと）。『ドラゴンボール』連載以前に、カンフー映画好きだと知った当時の担当者の鳥嶋からカンフーの漫画を描くように言われ、鳥山は「好きなものと漫画で描けるものは違うから嫌」と断ったが、勝手にスケジュールを決められて描くことになったという。
宮崎駿
『ドラゴンボール』の連載にあたって鳥嶋から送ってもらった『未来少年コナン』のビデオを見て感激し、「ああいう作品を描きたい」と述べている。アニメはあまり見ないが、『未来少年コナン』を見た後は割と積極的に見るようになったといい、『風の谷のナウシカ』、『となりのトトロ』が好きだと語っている。
ウルトラマン
テレビで見た『ウルトラマン』に深い感銘を受けており、シンプルな初代ウルトラマンだけが好きだと語っている。『Dr.スランプ』にも幾度と無くウルトラマンやバルタン星人などのキャラクターを登場させており、『ウルトラマン』と『Dr.スランプ』によるコラボ商品の公式サイトのインタビューで、当時はルールをよく知らず勢い余って描いたと語っている。
その他の影響を受けた作品
子供たちと一緒に特撮作品の『地球戦隊ファイブマン』や『特警ウインスペクター』を見ていたところはまり、『ドラゴンボール』に戦隊ヒーローのパロディであるギニュー特戦隊を登場させた。戦う時に変身するという超サイヤ人のアイデアも当時子供と一緒に見ていた特撮テレビ番組からヒントを得ている。
他に影響を受けた作品として『ギャラクシー・クエスト』、『エイリアン（1作目）』、『銀河鉄道の夜』、『王立宇宙軍 オネアミスの翼』も挙げている。

### その他
愛知県が鳥山明の自宅前から空港までの直通の道路（鳥山ロード）を作ったという話は、『桃太郎電鉄』の製作者さくまあきらが雑誌に書いた嘘記事である。
好きな季節は夏だと語っており、作品の季節感も夏であることが多い。本人いわく「蚊さえいなければ最高」とのこと。
『週刊少年ジャンプ』1983年32号の巻頭特集「見ちゃおう！食べちゃおう!!シーラカンス」でシーラカンスを実食したことがある。
歴史・地理方面には疎く、織田信長の死因を知らなかったことを鳥嶋にからかわれたことがある。
『ドラゴンボール』連載10年間で自身が気に入っているイラストは、脚が付いたバイクに悟空と悟飯が乗っているものの1点だけ。絵柄に関しては、終盤の超サイヤ人3が登場したあたりが『ドラゴンボール』という戦闘漫画の中で一番好きだと語っている。
自身の作品で一番好きな漫画は『COWA!』。
番をしてくれるという理由で犬派である。
173cm、60kg、靴のサイズは26cm。
1981年末のNHKのチャリティーに出演しテープカットを行った
小山茉美のラジオに出演したことがある。

## 作品リスト

### 漫画作品
※各作品の詳細などについてはリンク先の各記事を参照。
- デフォルトでの表記は発表順。
- 「種」欄は連載、読切、短編の3種に大別。
- 「収録」欄は収録単行本またはイラスト集を示す。単行本化された作品の詳細は#漫画単行本を参照。
  - 収録欄の略称は次の通り※Dr=Dr.スランプ、DB=ドラゴンボール、SL=SAND LAND、○作劇場=鳥山明○作劇場、満漢全席=鳥山明 満漢全席、ヘタッピ=鳥山明のヘタッピマンガ研究所、ジャコ=銀河パトロール ジャコ、カツラアキラ=桂正和×鳥山明共作短編集 カツラアキラ

|  | 連載作品 |  | 読切・短編作品 |

|    | 作品名                                | 種   | 発行                 | 掲載誌                                                          | 収録         | 注記                                                            |
| -- | ------------------------------------- | ---- | -------------------- | --------------------------------------------------------------- | ------------ | --------------------------------------------------------------- |
| 0  | Ｚ                                    | Ｚ   | Ｚ                   | 1970年代                                                        | Ｚ           | Ｚ                                                              |
| 1  | アワワワールド                        | 読切 | BIRD LAND            | BIRD LAND PRESS 1983年5〜6号                                    | 未収録       | 月例ヤングジャンプ賞(1978年投稿)                                |
| 2  | 謎のレインジャック                    | 読切 | BIRD LAND 集英社     | BIRD LAND PRESS 1982年3〜4号 週刊少年ジャンプ増刊号1983年12月号 | 未収録       | 月例ヤングジャンプ賞(1978年投稿)                                |
| 3  | ワンダー・アイランド                  | 読切 | 集英社               | 週刊少年ジャンプ 1978年52号                                     | ○作劇場      | デビュー作品。                                                  |
| 4  | ワンダー・アイランド2                 | 読切 | 集英社               | 少年ジャンプ 1979年1月25日増刊号                                | ○作劇場      |                                                                 |
| 5  | 本日のハイライ島                      | 読切 | 集英社               | 少年ジャンプ 1979年4月20日増刊号                                | ○作劇場      |                                                                 |
| 6  | ギャル刑事トマト                      | 読切 | 集英社               | 少年ジャンプ 1979年8月15日増刊号                                | ○作劇場      |                                                                 |
| 0  | Ｚ                                    | Ｚ   | Ｚ                   | 1980年代                                                        | Ｚ           | Ｚ                                                              |
| 7  | Dr.スランプ                           | 連載 | 集英社               | 週刊少年ジャンプ 1980年5・6合併号 - 1984年39号                  | Dr           | 全236話。代表作。 様々なメディアミックス化が行われている。      |
| 8  | POLA&ROID                             | 読切 | 集英社               | 週刊少年ジャンプ 1981年17号                                     | ○作劇場      | 愛読者賞1位。                                                   |
| 9  | ESCAPE                                | 読切 | 集英社               | 少年ジャンプ 1982年1月10日増刊号                                | ○作劇場      |                                                                 |
| 10 | MAD MATIC                             | 読切 | 集英社               | 週刊少年ジャンプ 1982年12号                                     | ○作劇場      | 愛読者賞2位。                                                   |
| 11 | 鳥山明のヘタッピマンガ研究所          | 連載 | 集英社               | フレッシュジャンプ 1982年10月号 - 1984年3月号                   | ヘタッピ     | さくまあきらとの共作。全12話。                                  |
| 12 | PINK                                  | 読切 | 集英社               | フレッシュジャンプ 1982年12月号                                 | ○作劇場      | アニメ映画化がされている。                                      |
| 13 | CHOBIT                                | 読切 | 集英社               | 週刊少年ジャンプ 1983年10号                                     | ○作劇場      | 愛読者賞3位。                                                   |
| 14 | CHOBIT2                               | 読切 | 集英社               | フレッシュジャンプ 1983年6月号                                  | ○作劇場      |                                                                 |
| 15 | 騎竜少年 其之壱                       | 読切 | 集英社               | フレッシュジャンプ 1983年8月号                                  | ○作劇場      |                                                                 |
| 16 | 騎竜少年 其之弐                       | 読切 | 集英社               | フレッシュジャンプ 1983年10月号                                 | ○作劇場      |                                                                 |
| 17 | トンプー大冒険                        | 読切 | 集英社               | 週刊少年ジャンプ 1983年52号                                     | ○作劇場      |                                                                 |
| 18 | ドラゴンボール                        | 連載 | 集英社               | 週刊少年ジャンプ 1984年51号 - 1995年25号                        | DB           | 全519話。代表作。 様々なメディアミックス化が行われている。      |
| 19 | Mr.ホー                               | 読切 | 集英社               | 週刊少年ジャンプ 1986年49号                                     | ○作劇場      |                                                                 |
| 20 | LADY RED                              | 読切 | 集英社               | スーパージャンプ 創刊2号 週刊少年ジャンプ 1987年4月10日増刊号   | 満漢全席     |                                                                 |
| 21 | 剣之介さま                            | 読切 | 集英社               | 週刊少年ジャンプ 1987年38号                                     | ○作劇場      | アニメ映画化がされている。                                      |
| 22 | SONCHOH                               | 読切 | 集英社               | 週刊少年ジャンプ 1988年5号                                      | ○作劇場      |                                                                 |
| 23 | 豆次郎くん                            | 読切 | 集英社               | 週刊少年ジャンプ 1988年38号                                     | ○作劇場      |                                                                 |
| 24 | ROCKY                                 | 読切 | 猫十字社             | 動じん誌 1989年                                                 | 未収録       |                                                                 |
| 25 | 空丸くん日本晴れ                      | 読切 | 集英社               | 週刊少年ジャンプ 1989年13号                                     | ○作劇場      |                                                                 |
| 0  | Ｚ                                    | Ｚ   | Ｚ                   | 1990年代                                                        | Ｚ           | Ｚ                                                              |
| 26 | WOLF                                  | 読切 | 集英社               | 鳥山明 the world 1990年                                         | the world    |                                                                 |
| 27 | 貯金戦士キャッシュマン 第1話          | 短編 | 集英社               | ブイジャンプ 創刊 1990年12/12号                                 | ○作劇場      | 全3話。アニメ化がされている。                                   |
| 28 | 貯金戦士キャッシュマン 第2話          | 短編 | 集英社               | ブイジャンプ 1991年6/26号                                       | ○作劇場      |                                                                 |
| 29 | 貯金戦士キャッシュマン 第3話          | 短編 | 集英社               | ブイジャンプ 1991年11/27号                                      | ○作劇場      |                                                                 |
| 30 | TRUNKS THE STORY -たったひとりの戦士- | 読切 | 集英社               | 週刊少年ジャンプ 1992年36・37合併号                             | DB           | テレビスペシャル化されている。                                  |
| 31 | DUB&PETER1 第1話                      | 短編 | 集英社               | Vジャンプ 1992年11月12日号                                      | ○作劇場      | 全4話。                                                         |
| 32 | DUB&PETER1 第2話                      | 短編 | 集英社               | Vジャンプ 1992年12月30日号                                      | ○作劇場      |                                                                 |
| 33 | DUB&PETER1 第3話                      | 短編 | 集英社               | Vジャンプ 1993年2月21日号                                       | ○作劇場      |                                                                 |
| 34 | DUB&PETER1 第4話                      | 短編 | 集英社               | Vジャンプ 1993年4月4日号                                        | ○作劇場      |                                                                 |
| 35 | GO!GO!ACKMAN                          | 連載 | 集英社               | Vジャンプ 1993年7月号 - 1994年10月号                            | ○作劇場      | 全11話。 様々なメディアミックス化が行われている。               |
| 36 | 宇宙人ペケ 第1話                      | 短編 | 集英社               | 週刊少年ジャンプ 1996年37・38合併号                             | 満漢全席     | 全2話。                                                         |
| 37 | 宇宙人ペケ 第2話                      | 短編 | 集英社               | 週刊少年ジャンプ 1996年39号                                     | 満漢全席     |                                                                 |
| 38 | TOKIMECHA 第1話                       | 短編 | 集英社               | 週刊少年ジャンプ 1997年3・4合併号                               | 未収録       | 全3話。                                                         |
| 39 | TOKIMECHA 第2話                       | 短編 | 集英社               | 週刊少年ジャンプ 1997年5・6合併号                               | 未収録       |                                                                 |
| 40 | TOKIMECHA 第3話                       | 短編 | 集英社               | 週刊少年ジャンプ 1997年7号                                      | 未収録       |                                                                 |
| 41 | 魔人村のBUBUL                         | 読切 | 集英社               | 週刊少年ジャンプ 1997年22・23合併号                             | 未収録       |                                                                 |
| 42 | COWA!                                 | 連載 | 集英社               | 週刊少年ジャンプ 1997年48号 - 1998年15号                        | COWA!        | 全14話。短期集中連載。                                          |
| 43 | カジカ                                | 連載 | 集英社               | 週刊少年ジャンプ 1998年32号 - 44号                              | カジカ       | 全12話。短期集中連載。                                          |
| 44 | ハイギョのマヒマヒ                    | 読切 | 集英社               | 週刊少年ジャンプ 1999年4・5合併号                               | 未収録       |                                                                 |
| 45 | ネコマジンがいる                      | 短編 | 集英社               | 週刊少年ジャンプ 1999年22・23合併号                             | ネコマジン   | 全2話。                                                         |
| 46 | ネコマジンがいる2                     | 短編 | 集英社               | 週刊少年ジャンプ 1999年37・38合併号                             | ネコマジン   |                                                                 |
| 0  | Ｚ                                    | Ｚ   | Ｚ                   | 2000年代                                                        | Ｚ           | Ｚ                                                              |
| 47 | ヒョータム                            | 読切 | 集英社               | e-ジャンプ 2000年1月18日増刊                                    | 未収録       |                                                                 |
| 48 | SAND LAND                             | 連載 | 集英社               | 週刊少年ジャンプ 2000年23号 - 36・37合併号                      | SL           | 全14話。短期集中連載。 様々なメディアミックス化が行われている。 |
| 49 | ネコマジンZ                           | 短編 | 集英社               | 月刊少年ジャンプ 2001年6月号                                    | ネコマジン   | 全5話。                                                         |
| 50 | ネコマジンZ2                          | 短編 | 集英社               | 月刊少年ジャンプ 2003年9月号                                    | ネコマジン   |                                                                 |
| 51 | ネコマジンZ3                          | 短編 | 集英社               | 月刊少年ジャンプ 2004年3月号                                    | ネコマジン   |                                                                 |
| 52 | ネコマジンZ4                          | 短編 | 集英社               | 月刊少年ジャンプ 2005年1月号                                    | ネコマジン   |                                                                 |
| 53 | ネコマジンZ5                          | 短編 | 集英社               | 月刊少年ジャンプ 2005年2月号                                    | ネコマジン   |                                                                 |
| 54 | ネコマジンみけ                        | 短編 | 集英社               | 週刊少年ジャンプ 2003年37・38合併号                             | ネコマジン   | 全1話。                                                         |
| 55 | こちらナメック星ドラゴン公園前        | 読切 | 集英社               | 雑誌未掲載                                                      | 超こち亀     | 秋本治との合作。                                                |
| 56 | CROSS EPOCH                           | 読切 | 集英社               | 週刊少年ジャンプ 2007年4・5合併号                               | 未収録       | 尾田栄一郎との合作。                                            |
| 57 | Dr.MASHIRITO ABALEちゃん              | 読切 | 集英社               | 月刊少年ジャンプ 2007年4月号                                    | 未収録       |                                                                 |
| 58 | さちえちゃんグー!!                    | 短編 | 集英社               | ジャンプスクエア 2008年5月号                                    | カツラアキラ | 原作担当で作画は桂正和。 銀河パトロールシリーズ                 |
| 59 | おいしい島のウーさま                  | 読切 | 田園社会プロジェクト | 2030マガジン『最終戦略 バイオスフィア』                         | 未収録       | 2009年5月初版発行。                                             |
| 0  | Ｚ                                    | Ｚ   | Ｚ                   | 2010年代                                                        | Ｚ           | Ｚ                                                              |
| 60 | JIYA -ジヤ-                           | 短編 | 集英社               | 週刊ヤングジャンプ 2010年2・3合併号                             | カツラアキラ | 原作担当で作画は桂正和。全3話。 銀河パトロールシリーズ          |
| 61 | JIYA -ジヤ-2                          | 短編 | 集英社               | 週刊ヤングジャンプ 2010年4・5合併号                             | カツラアキラ |                                                                 |
| 62 | JIYA -ジヤ-3                          | 短編 | 集英社               | 週刊ヤングジャンプ 2010年6号                                    | カツラアキラ |                                                                 |
| 63 | KINTOKI-金目族のトキ-                 | 読切 | 集英社               | 週刊少年ジャンプ 2010年50号                                     | 未収録       |                                                                 |
| 64 | 銀河パトロール ジャコ                 | 連載 | 集英社               | 週刊少年ジャンプ 2013年33号 - 44号                              | ジャコ       | 全11話。短期集中連載。                                          |
| 65 | DRAGON BALL－ 放たれた運命の子供      | 読切 | 集英社               | 雑誌未掲載                                                      | ジャコ       | 描き下ろしおまけ漫画。                                          |

### 書籍

#### 漫画単行本
- 2024年（令和6年）3月現在。
- 作品名が同じ物は【 】内の注記で区分をつけている。
- デフォルトでの表記は作品毎にまとめて初巻の発行順とし、短編集については最後に記載する。
- 以下で紹介された書物以外にも作品によって【愛蔵版】や【コンビニ本】などがあるが、それらの書誌情報の詳細などについてはリンク先の各記事を参照。

|  | 連載作品 |  | 再出版 |  | 短編集 |

|    | 作品名                               | 発行   | レーベル             | 判   | 発行年          | 巻 | 注記                                |
| -- | ------------------------------------ | ------ | -------------------- | ---- | --------------- | -- | ----------------------------------- |
| 1  | Dr.スランプ                          | 集英社 | ジャンプ・コミックス | 新書 | 1980年 - 1985年 | 18 |                                     |
| 2  | Dr.スランプ【文庫版】                | 集英社 | 集英社文庫コミック版 | 文庫 | 1995年 - 1996年 | 9  | 文庫での再出版。                    |
| 3  | Dr.スランプ【完全版】                | 集英社 | ジャンプ・コミックス | A5   | 2006年 - 2007年 | 15 | ワイド版での再出版。                |
| 4  | ドラゴンボール                       | 集英社 | ジャンプ・コミックス | 新書 | 1985年 - 1995年 | 42 | 2009年の重版分からカバーが一新。    |
| 5  | ドラゴンボール【完全版】             | 集英社 | ジャンプ・コミックス | A5   | 2002年 - 2004年 | 34 | ワイド版での再出版。                |
| 6  | ドラゴンボール【フルカラー版】       | 集英社 | ジャンプ・コミックス | B6   | 2013年 - 2016年 | 32 | フルカラーでの再出版。              |
| 7  | COWA!                                | 集英社 | ジャンプ・コミックス | 新書 | 1998年          | 1  |                                     |
| 8  | カジカ                               | 集英社 | ジャンプ・コミックス | 新書 | 1999年          | 1  |                                     |
| 9  | SAND LAND                            | 集英社 | ジャンプ・コミックス | 新書 | 2000年          | 1  |                                     |
| 10 | SAND LAND【完全版】                  | 集英社 | ジャンプ・コミックス | A5   | 2023年          | 1  | ワイド版での再出版。                |
| 11 | 銀河パトロール ジャコ                | 集英社 | ジャンプ・コミックス | 新書 | 2014年          | 1  | 限定特装版あり。                    |
| 12 | ネコマジン【完全版】                 | 集英社 | ジャンプ・コミックス | A5   | 2005年          | 1  | ワイド版での出版。                  |
| 13 | 鳥山明のヘタッピマンガ研究所         | 集英社 | ジャンプ・コミックス | 新書 | 1985年          | 1  | さくまあきらとの共作。              |
| 14 | 鳥山明○作劇場                        | 集英社 | ジャンプ・コミックス | 新書 | 1983年 - 1997年 | 3  | 短編集。                            |
| 15 | 鳥山明 満漢全席【文庫版】            | 集英社 | 集英社文庫コミック版 | 文庫 | 2008年          | 2  | 短編2話追加収録し、文庫での再出版。 |
| 16 | 桂正和×鳥山明共作短編集 カツラアキラ | 集英社 | ジャンプ・コミックス | 新書 | 2014年          | 1  | 桂正和との共作。                    |

#### イラスト集
- 鳥山明 the world（1990年1月10日発売、集英社、ISBN 4-08-858130-X）
- 鳥山明 THE WORLD SPECIAL（1990年9月19日発売、集英社、ISBN 4-08-782404-7）
- 鳥山明の世界 AKIRA TORIYAMA EXHIBITION（1993年、1995年増補版発行〈全2種〉、「鳥山明の世界」展実行委員会）
- ドラゴンボール大全集 1巻 COMPLETE ILLUSTRATIONS（1995年6月25日発行、集英社、ISBN 4-08-782751-8）
- ドラゴンクエストモンスターズ 鳥山明イラストレーションズ[注 9]（1996年12月1日発売、集英社、ISBN 4-08-782017-3）
- ドラゴンクエスト25thアニバーサリー モンスター大図鑑[注 10]（2012年5月31日発売、スクウェア・エニックス、ISBN 978-4-75-753583-1）
- ドラゴンボール超画集（2013年5月9日発売、集英社、ISBN 978-4-08-782520-6）
- 鳥山明 ドラゴンクエスト イラストレーションズ（2016年5月27日発売、集英社、ISBN 978-4-08-792508-1）

#### 絵本
- TOCCIO THE ANGEL てんしのトッチオ（2003年1月24日発売、集英社、ISBN 4-08-780347-3）

#### 関連書籍
- 鳥山明 THE WORLD アニメ・スペシャル（1990年10月10日発行、集英社）
- AKIRA TORIYAMA LE MAITRE DU MANGA（2011年11月3日発売、12 bis、ISBN 978-2-35648-332-4）
- DVD付分冊マンガ講座 ジャンプ流 vol.1 まるごと鳥山明（2016年1月7日発売、集英社）
- 30th ANNIVERSARY ドラゴンボール超史集（2016年1月21日、集英社、ISBN 978-4-08-792505-0）

#### 装画・挿絵
- だからバイク大好き! 著者/高千穂遥 表紙/鳥山明（1986年4月1日、集英社文庫、ISBN 978-4-08749-102-9）
- スーパーセンス ストーリー 作画/東映動画 （1991年、ホンダ）
- ファーブル昆虫記全6巻 翻訳/奥本大三郎（1996年、集英社文庫）
- BITCH'S LIFE イラストレーション・ファイル[250]（2001年1月、グラフィック社、ISBN 978-4-7661-1209-2）
- 伝説の読書竜「リードン」（2002年10月、集英社文庫）
- Dr.マシリト 最強漫画術 著者/鳥嶋和彦 表紙/鳥山明（2023年7月21日、集英社、ISBN 978-4-08790-131-3）

## デザインリスト

### ドラゴンボールシリーズ
| テレビアニメ                                                               | テレビアニメ                   | テレビアニメ                     |
| タイトル                                                                   | 放送期間                       | 役職                             |
| -------------------------------------------------------------------------- | ------------------------------ | -------------------------------- |
| ドラゴンボール                                                             | 1986年2月26日 - 1989年4月19日  | 原作                             |
| ドラゴンボールZ                                                            | 1989年4月26日 - 1996年1月31日  | 原作                             |
| ドラゴンボールZ たったひとりの最終決戦〜フリーザに挑んだZ戦士 孫悟空の父〜 | 1990年10月17日                 | キャラクターデザイン             |
| ドラゴンボールGT                                                           | 1996年2月7日 - 1997年11月19日  | キャラクターデザイン             |
| ドラゴンボール超                                                           | 2015年7月5日 - 2018年3月25日   | 原作、原案、キャラクターデザイン |
| ドラゴンボールDAIMA                                                        | 2024年10月11日 - 2025年2月28日 | 原作、原案、キャラクターデザイン |
| 映画                                                                       |                                |                                  |
| タイトル                                                                   | 公開日                         | 役職                             |
| ドラゴンボール 神龍の伝説                                                  | 1986年12月20日                 | キャラクターデザイン             |
| ドラゴンボールZ この世で一番強いヤツ                                       | 1990年3月10日                  | キャラクターデザイン             |
| ドラゴンボールZ 地球まるごと超決戦                                         | 1990年7月7日                   | キャラクターデザイン             |
| ドラゴンボールZ 超サイヤ人だ孫悟空                                         | 1991年3月9日                   | キャラクターデザイン             |
| ドラゴンボールZ とびっきりの最強対最強                                     | 1991年7月20日                  | キャラクターデザイン             |
| ドラゴンボールZ 極限バトル!!三大超サイヤ人                                 | 1992年7月11日                  | キャラクターデザイン             |
| ドラゴンボールZ 燃えつきろ!!熱戦・烈戦・超激戦                             | 1993年3月6日                   | キャラクターデザイン             |
| ドラゴンボールZ 銀河ギリギリ!!ぶっちぎりの凄い奴                           | 1993年7月10日                  | キャラクターデザイン             |
| ドラゴンボールZ 龍拳爆発!!悟空がやらねば誰がやる                           | 1995年7月15日                  | キャラクターデザイン             |
| ドラゴンボール 最強への道                                                  | 1996年3月2日                   | キャラクターデザイン             |
| ドラゴンボールZ 神と神                                                     | 2013年3月30日                  | 脚本、キャラクターデザイン       |
| ドラゴンボールZ 復活の「F」                                                | 2015年4月18日                  | 脚本、キャラクターデザイン       |
| ドラゴンボール超 ブロリー                                                  | 2018年12月14日                 | 脚本、キャラクターデザイン       |
| ドラゴンボール超 スーパーヒーロー                                          | 2022年6月11日                  | 脚本、キャラクターデザイン       |
| ゲーム                                                                     |                                |                                  |
| タイトル                                                                   | 発売日                         | 役職                             |
| ドラゴンボール 神龍の謎                                                    | 1986年11月27日                 | キャラクターデザイン             |
| ドラゴンボールZ (アーケードゲーム)                                         | 1993年                         | 筐体デザイン                     |
| ドラゴンボールZ V.R.V.S.                                                   | 1994年                         | キャラクターデザイン             |
| 超ドラゴンボールZ                                                          | 2006年6月29日                  | キャラクターデザイン             |
| ドラゴンボールオンライン                                                   | 2010年1月14日                  | 全面監修、キャラクターデザイン。 |
| ドラゴンボールヒーローズ                                                   | 2010年11月11日                 | キャラクターデザイン             |
| ドラゴンボール ゼノバース                                                  | 2015年2月5日                   | キャラクターデザイン監修         |
| ドラゴンボール ファイターズ                                                | 2018年2月1日                   | キャラクターデザイン監修         |
| ドラゴンボール レジェンズ                                                  | 2018年5月24日                  | キャラクターデザイン             |
| ドラゴンボールZ KAKAROT                                                    | 2020年1月16日                  | キャラクターデザイン             |

### ドラゴンクエストシリーズ
| タイトル                                                            | 発売日         | 役職                                     |
| ------------------------------------------------------------------- | -------------- | ---------------------------------------- |
| ドラゴンクエスト                                                    | 1986年5月27日  | キャラクターデザイン、モンスターデザイン |
| ドラゴンクエストII 悪霊の神々                                       | 1987年1月26日  | キャラクターデザイン、モンスターデザイン |
| ドラゴンクエストIII そして伝説へ…                                   | 1988年2月10日  | キャラクターデザイン、モンスターデザイン |
| ドラゴンクエストIV 導かれし者たち                                   | 1990年2月11日  | キャラクターデザイン、モンスターデザイン |
| ドラゴンクエストV 天空の花嫁                                        | 1992年9月27日  | キャラクターデザイン、モンスターデザイン |
| ドラゴンクエストVI 幻の大地                                         | 1995年12月9日  | キャラクターデザイン、モンスターデザイン |
| ドラゴンクエストVII エデンの戦士たち                                | 2000年8月26日  | キャラクターデザイン、モンスターデザイン |
| ドラゴンクエストVIII 空と海と大地と呪われし姫君                     | 2004年11月27日 | キャラクターデザイン、モンスターデザイン |
| ドラゴンクエストIX 星空の守り人                                     | 2009年7月11日  | キャラクターデザイン、モンスターデザイン |
| ドラゴンクエストX                                                   | 2012年8月2日   | キャラクターデザイン、モンスターデザイン |
| ドラゴンクエストXI 過ぎ去りし時を求めて                             | 2017年7月29日  | キャラクターデザイン、モンスターデザイン |
| トルネコの大冒険 不思議のダンジョンシリーズ                         |                |                                          |
| トルネコの大冒険 不思議のダンジョン                                 | 1993年9月19日  | キャラクターデザイン、モンスターデザイン |
| ドラゴンクエストキャラクターズ トルネコの大冒険2 不思議のダンジョン | 1999年9月15日  | キャラクターデザイン、モンスターデザイン |
| ドラゴンクエストキャラクターズ トルネコの大冒険3 不思議のダンジョン | 2002年10月31日 | キャラクターデザイン、モンスターデザイン |
| ドラゴンクエスト 少年ヤンガスと不思議のダンジョン                   | 2006年4月20日  | キャラクターデザイン、モンスターデザイン |
| ドラゴンクエストモンスターズシリーズ                                |                |                                          |
| ドラゴンクエストモンスターズ テリーのワンダーランド                 | 1998年9月25日  | キャラクターデザイン、モンスターデザイン |
| ドラゴンクエストモンスターズ2 マルタのふしぎな鍵                    | 2001年3月9日   | キャラクターデザイン、モンスターデザイン |
| ドラゴンクエストモンスターズ1・2 星降りの勇者と牧場の仲間たち       | 2002年5月30日  | キャラクターデザイン、モンスターデザイン |
| ドラゴンクエストモンスターズ キャラバンハート                       | 2003年3月29日  | キャラクターデザイン、モンスターデザイン |
| ドラゴンクエストモンスターズ ジョーカー                             | 2006年12月28日 | キャラクターデザイン、モンスターデザイン |
| ドラゴンクエストモンスターズ ジョーカー2                            | 2010年4月28日  | キャラクターデザイン、パッケージイラスト |
| ドラゴンクエストモンスターズ ジョーカー2 プロフェッショナル         | 2011年3月31日  | キャラクターデザイン、モンスターデザイン |
| ドラゴンクエストモンスターズ テリーのワンダーランド3D               | 2012年5月31日  | キャラクターデザイン、パッケージイラスト |
| ドラゴンクエストモンスターズ2 イルとルカの不思議なふしぎな鍵        | 2014年2月6日   | キャラクターデザイン、モンスターデザイン |
| ドラゴンクエストモンスターズ ジョーカー3                            | 2016年3月24日  | キャラクターデザイン、パッケージイラスト |
| ドラゴンクエストモンスターズ3 魔族の王子とエルフの旅                | 2023年12月1日  | キャラクターデザイン、パッケージイラスト |
| スライムもりもりドラゴンクエストシリーズ                            |                |                                          |
| スライムもりもりドラゴンクエスト 衝撃のしっぽ団                     | 2003年11月14日 | キャラクターデザイン、モンスターデザイン |
| スライムもりもりドラゴンクエスト2 大戦車としっぽ団                  | 2005年12月1日  | キャラクターデザイン、モンスターデザイン |
| スライムもりもりドラゴンクエスト3 大海賊としっぽ団                  | 2011年11月2日  | キャラクターデザイン、パッケージイラスト |
| ドラゴンクエスト モンスターバトルロードシリーズ                     |                |                                          |
| ドラゴンクエスト モンスターバトルロード                             | 2007年6月21日  | キャラクターデザイン、モンスターデザイン |
| ドラゴンクエスト モンスターバトルロードII                           | 2008年12月3日  | キャラクターデザイン、モンスターデザイン |
| ドラゴンクエスト モンスターバトルロードIIレジェンド                 | 2010年1月15日  | キャラクターデザイン、モンスターデザイン |
| ドラゴンクエスト モンスターバトルロードビクトリー                   | 2010年7月15日  | キャラクターデザイン、モンスターデザイン |
| ドラゴンクエスト モンスターバトルスキャナー                         | 2016年6月23日  | キャラクターデザイン、モンスターデザイン |
| 戦え! ドラゴンクエスト スキャンバトラーズ                           | 2017年7月20日  | キャラクターデザイン、モンスターデザイン |
| ドラゴンクエストヒーローズシリーズ                                  |                |                                          |
| ドラゴンクエストヒーローズ 闇竜と世界樹の城                         | 2015年2月26日  | キャラクターデザイン、モンスターデザイン |
| ドラゴンクエストヒーローズII 双子の王と予言の終わり                 | 2016年5月27日  | キャラクターデザイン、モンスターデザイン |
| ドラゴンクエストビルダーズシリーズ                                  |                |                                          |
| ドラゴンクエストビルダーズ アレフガルドを復活せよ                   | 2016年1月28日  | キャラクターデザイン、モンスターデザイン |
| ドラゴンクエストビルダーズ2 破壊神シドーとからっぽの島              | 2018年12月20日 | キャラクターデザイン、パッケージイラスト |
| その他の派生作品                                                    |                |                                          |
| 剣神ドラゴンクエスト 甦りし伝説の剣                                 | 2003年9月19日  | キャラクターデザイン、モンスターデザイン |
| ドラゴンクエストソード 仮面の女王と鏡の塔                           | 2007年7月12日  | キャラクターデザイン、モンスターデザイン |
| ドラゴンクエスト トレジャーズ 蒼き瞳と大空の羅針盤                  | 2022年12月9日  | キャラクターデザイン、モンスターデザイン |
| アニメ                                                              |                |                                          |
| ドラゴンクエスト                                                    | 1989年12月2日  | キャラクターデザイン                     |

### ブルードラゴンシリーズ
| ゲーム                                      | ゲーム                       | ゲーム                                   |
| タイトル                                    | 発売日                       | 役職                                     |
| ------------------------------------------- | ---------------------------- | ---------------------------------------- |
| ブルードラゴン                              | 2006年12月7日                | キャラクターデザイン、モンスターデザイン |
| ブルードラゴン プラス                       | 2008年9月4日                 | キャラクターデザイン、モンスターデザイン |
| ブルードラゴン 異界の巨獣                   | 2009年10月8日                | キャラクターデザイン、モンスターデザイン |
| Blue Dragon: Awakened Shadow                | 2010年5月18日                | キャラクターデザイン、モンスターデザイン |
| カードゲーム                                |                              |                                          |
| ブルードラゴン ロールプレイングカードゲーム | 2007年4月21日                | キャラクターデザイン、モンスターデザイン |
| アニメ                                      |                              |                                          |
| タイトル                                    | 放送日                       | 役職                                     |
| BLUE DRAGON                                 | 2007年4月7日 - 2008年3月29日 | キャラクターデザイン、モンスターデザイン |
| BLUE DRAGON 天界の七竜                      | 2008年4月5日 - 2009年3月28日 | キャラクターデザイン、モンスターデザイン |

### その他の作品
| ゲーム                                  | ゲーム                         | ゲーム                                                 |
| タイトル                                | 発売日                         | 役職                                                   |
| --------------------------------------- | ------------------------------ | ------------------------------------------------------ |
| ファミコンジャンプ 英雄列伝             | 1989年2月25日                  | キャラクターデザイン                                   |
| ファミコンジャンプII 最強の7人          | 1991年12月2日                  | キャラクターデザイン                                   |
| クロノ・トリガー                        | 1995年3月11日                  | キャラクターデザイン、モンスターデザイン、メカデザイン |
| 空想科学世界ガリバーボーイ              | 1995年4月28日                  | メカデザイン                                           |
| スーパー桃太郎電鉄DX                    | 1995年12月8日                  | メカボンビーRX                                         |
| トバルNo.1                              | 1996年8月2日                   | キャラクターデザイン                                   |
| トバル2                                 | 1997年4月25日                  | キャラクターデザイン                                   |
| ジャンプアルティメットスターズ          | 2006年11月23日                 | キャラクターデザイン                                   |
| 超速変形ジャイロゼッター                | 2012年6月21日                  | キャラクターデザイン、メカデザイン                     |
| ジャンプフォース                        | 2019年2月14日                  | キャラクターデザイン                                   |
| アニメ                                  |                                |                                                        |
| タイトル                                | 放送日                         | 役職                                                   |
| 空想科学世界ガリバーボーイ              | 1995年1月8日 - 1995年12月24日  | メカデザイン                                           |
| ドクタースランプ                        | 1997年11月26日 - 1999年9月22日 | 監修、キャラクターデザイン                             |
| 超速変形ジャイロゼッター                | 2012年10月2日 - 2013年9月24日  | メカデザイン                                           |
| SAND LAND: THE SERIES                   | 2024年3月20日                  | キャラクターデザイン、脚本                             |
| 映画・OVA                               |                                |                                                        |
| タイトル                                | 公開日                         | 役職                                                   |
| クラッシャージョウ                      | 1983年3月12日                  | スペシャルデザイン                                     |
| 小助さま力丸さま -コンペイ島の竜-       | 1988年                         | キャラクターデザイン、カラーリングデザイン、脚本       |
| ドクタースランプ アラレのびっくりバーン | 1999年3月6日                   | キャラクターデザイン                                   |
| Dr.SLUMP Dr.マシリト アバレちゃん       | 2007年3月3日                   | キャラクターデザイン、原案                             |
| 西遊記〜はじまりのはじまり〜            | 2014年11月21日                 | ポスターデザイン                                       |
| SAND LAND                               | 2023年8月18日                  | キャラクターデザイン、脚本                             |
| テレビ番組                              |                                |                                                        |
| 番組・コーナー名                        | 放送日                         | 役職                                                   |
| ひらけ!ポンキッキ・アップルポップ       | 1988年 - 1992年                | キャラクターデザイン、美術デザイン。                   |

### キャラクターデザイン
| キャラクター名                 | 登場年 | 備考                                                                               |
| ------------------------------ | ------ | ---------------------------------------------------------------------------------- |
| LISA（リーザ）                 | 1985年 | ファインモールド公式キャラクター。                                                 |
| ギャオくん                     | 1989年 | 『週刊少年ジャンプ』創刊20周年記念キャラクター。                                   |
| V龍（ブイロン）                | 1990年 | 『ブイジャンプ』イメージキャラクター。                                             |
| ガラクタじじい、小悪魔         | 1991年 | 『F1イギリスGP』番組内に放映された『週刊少年ジャンプ』のCMに登場したキャラクター。 |
| 五式犬                         | 1991年 | ファインモールドマスコットキャラクター。                                           |
| レディ・ビー                   | 1992年 | 『Vジャンプ』1992年11月22日号のカバー原画としてデザインされた飛行艇。              |
| 名称不明                       | 2000年 | 日本マンガ塾オリジナルキャラクター。                                               |
| ジャンタ                       | 2005年 | ジャンプショップオリジナルキャラクター。                                           |
| KAIZOくん                      | 2009年 | ジャンプフェスタオリジナルキャラクター。                                           |
| ジャイアント・ジャガ・イモムシ | 2014年 | トリコ公式ファンブック 29.5巻に寄稿されたキャラクター。                            |
| マイ、ホンボット               | 2016年 | アプリ『Myジャンプ』オリジナルキャラクター。                                       |

### 楽曲
- 「んちゃんちゃソング」（1981年）『Dr.スランプ アラレちゃん』挿入歌
- さくまあきら『燃えよ!フトリッパー』（1982年）シングルレコードジャケットのイラスト
- 「クリラ」「ヘリコプター」（1984年）小山茉美のアルバム『ポルカドットマジック』に収録。ジャケットイラストも担当。
- 浜崎あゆみ『Rule/Sparkle』（2009年2月25日発売、avex trax）初回盤ピクチャーレーベルのイラスト（映画『DRAGONBALL EVOLUTION』主題歌）
- jealkb『Invade』（2011年）通常版、初回版A、初回版Bジャケットイラスト（3つ共同じイラストだが着色が異なる）
- 清州町観光協会設立15周年記念事業『交響曲信長』ジャケットイラスト

### 寄稿
| 著者           | 寄稿先                                               | 年     | 備考                                       |
| -------------- | ---------------------------------------------------- | ------ | ------------------------------------------ |
| いしかわじゅん | 僕達のサヨナラ・感電タウン                           | 1986年 |                                            |
| 秋本治         | こちら葛飾区亀有公園前派出所大全集 Kamedas           | 1993年 |                                            |
| さくらももこ   | さくらももこの総天然色満足館                         | 1995年 | さくらももことの往復書簡でのコラボ作品     |
| 秋本治         | こちら葛飾区亀有公園前派出所大全集 Kamedas2          | 2001年 | こちら葛飾区亀有公園前派出所連載25周年紀念 |
| 尾田栄一郎     | ONE PIECE 10th Treasures                             | 2007年 | ONE PIECE連載10周年紀念                    |
| 岸本斉史       | NARUTO秘伝・皆の書                                   | 2009年 | NARUTO -ナルト-連載10周年紀念              |
| 桂正和         | 桂正和 画業30周年記念本「桂大全」                    | 2011年 | 画業30周年紀念                             |
| 浅田弘幸       | テガミバチ14巻特装版                                 | 2012年 | 画業25周年紀念                             |
| 荒木飛呂彦     | 25YEARS WITH JOJO                                    | 2012年 | ジョジョの奇妙な冒険連載25周年紀念         |
| 島袋光年       | トリコ公式ファンブック 29.5巻                        | 2014年 |                                            |
| 岸本斉史       | 新伝・雷の書                                         | 2015年 | NARUTO展の前売り特典                       |
| 秋本治         | 『週刊少年ジャンプ』2016年7号                        | 2016年 | こちら葛飾区亀有公園前派出所連載40周年紀念 |
| 空知英秋       | 連載完結寸前 大銀魂展〜ツケが回る前にケツを拭け〜    | 2016年 | 銀魂展示用イラスト                         |
| 矢吹健太朗     | アニバーサリーブック とらぶるくろにくる              | 2017年 | To LOVEる -とらぶる-シリーズ10周年紀念     |
| 加藤和恵       | AOEX10                                               | 2020年 | 青の祓魔師10周年紀念                       |
| 武論尊、原哲夫 | 北斗の拳40周年大原画展 〜愛をとりもどせ!!〜 公式図録 | 2023年 | 北斗の拳40周年大原画展                     |

### その他のイラスト
- ジーンズショップアパッチ
  - 岐阜県恵那市のジーンズショップ「アパッチ」（現在は閉店）のロゴイラスト[292][293]。
- 東山動植物園コアラ舎シンボルマーク（1984年）
  - 名古屋市東山動植物園にある、コアラ舎のコアラのシンボルマーク[294][295]。
- BATTLEMAN F-1西ドイツホッケンハイムGP観戦記レポート漫画（1990年）
  - 『週刊少年ジャンプ』1990年44号および週刊少年ジャンプ特別編集『F-1 GRAND PRIX 1990』に掲載。
  - 1990年の『週刊少年ジャンプ』のコーナー「週刊少年ジャンプF-1CLUB」に漫画『BATTLEMANのすごいぞ!F.1』に掲載。
- ディズニーファン（1998年）
  - 「ミッキー」＆「ミニー」生誕70周年記念フェスティバル展示用イラスト
- QVOLT（2005年）『チョロQモーターズ』の電気自動車[296]。
- 月刊アーマーモデリング
  - 2009年1月号表紙描き下ろしイラスト
  - 2010年11月号表紙描き下ろしイラスト
- 愛知県清須市 市制20周年ロゴ（2024年）[297][298]

## 出演歴

### テレビ
- わが青春のトキワ荘〜現代マンガ家立志伝〜（1981年5月25日、NHK）
- 教育セミナー(1982年6月2日、NHK[299])
- 徹子の部屋（1983年5月4日、テレビ朝日系列[17]）
- 金曜22時（1984年1月13日、NHK[300])
- クイズダービー（1984年2月4日、TBSテレビ[300])
- めざましテレビ（2013年3月27日、フジテレビ[301]）

### ラジオ
- ミッドナイト東海[注 13]（1980年頃、東海ラジオ放送）
- ラジオ・ミックス（1982年11月9日、NHKラジオ[300])
- 島田紳助のおっと危ない!東京ばくだん小僧のコーナー「アタック北斗の拳」あたた耐久レース（1985年、ニッポン放送）電話出演

### 映画
- ゴジラ（1984年12月15日、東宝） - エキストラ[4]（新宿の広場に集まる群衆の一人として。堀井雄二、さくまあきららと参加）

### CM
- マイクロソフト「Xbox 360 ブルードラゴン」『キャラクターを描く鳥山明』篇・『キャラクターを描く鳥山明・coming 2006 集落』篇・『キャラクターを描く鳥山明・coming 2006 川辺』篇（2005年12月） - 坂口博信と共演

### 声優
- Xbox 360ゲーム「ブルードラゴン」 - トリッポ 役

## 個展開催歴
鳥山明の世界
| 開催期間                       | 開催場所                           |
| ------------------------------ | ---------------------------------- |
| 1993年12月4日 - 1994年1月30日  | 神奈川県・川崎市市民ミュージアム   |
| 1994年4月9日 - 5月29日         | 福島県・いわき市立美術館           |
| 1994年8月5日 - 9月4日          | 香川県・高松市美術館               |
| 1994年10月22日 - 11月27日      | 北海道・北海道立旭川美術館         |
| 1994年12月22日 - 1995年1月29日 | 福岡県・ラフォーレミュージアム小倉 |
| 1995年4月22日 - 5月21日        | 東京都・新宿三越美術館             |
| 1995年6月6日 - 7月2日          | 愛知県・名古屋市民ギャラリー       |
| 1995年7月20日 - 8月27日        | 熊本県・熊本県立美術館             |
| 1995年7月20日 - 8月27日        | 東京都・国立西洋美術館             |
| 1995年9月14日 - 9月25日        | 兵庫県・神戸阪急ミュージアム       |
| 1997年7月27日 - 8月24日        | 秋田県・増田町まんが美術館         |

鳥山明 The World of DRAGONBALL
| 開催期間                | 開催場所                   |
| ----------------------- | -------------------------- |
| 2013年3月27日 - 4月15日 | 東京都・日本橋高島屋       |
| 2013年4月17日 - 4月23日 | 大阪府・阪神百貨店梅田本店 |
| 2013年7月27日 - 9月1日  | 愛知県・松坂屋美術館       |

## 関連人物

### 漫画家
桂正和
鳥山同様に鳥嶋和彦によって才能を見出された一人。鳥山が「恋愛モノ」を苦手にしているのと対照的に桂は「恋愛モノ」を得意にしており、その道の第一人者。鳥山とはデビュー前に手塚賞準入選の時の授賞式で会って以来交流があり、『ウイングマン』の作中に「生徒会トリヤマ」や「Mr.マヤリト」として鳥山が登場している。逆に『Dr.スランプ』には、非常な田舎者として桂が登場しており、番外の短編漫画でエピソードが語られている。また、悟空が界王を笑わせるために使ったギャグは、鳥山が桂に披露したもののバカにされたといわれるものであり、フュージョンのアイディアも桂による、と述べている。1984年に桂が病気療養のため約5か月間『ウイングマン』の連載を中断した際、週1ページの応援作品「がんばれ!桂くん」が連載されたが、鳥山は、タイトルとタイトルバックの似顔絵（病室で寝巻き姿の桂が、元気にウイングマンの変身ポーズを決めている）を寄稿している。『ウイングマン』連載以降に電話で話すようになり、鳥山が『ドラゴンボール』、桂が『電影少女』を連載していた頃は、仕事からの逃避でお互い締め切り直前に長電話をよくしていた。『D・N・A² 〜何処かで失くしたあいつのアイツ〜』連載前に鳥山に相談したところ「主人公を変身させて髪の色を変えてみてはどうか」「戦わせるしかない」と言われ、不安を抱きつつ描いたら鳥山のファンから「（超サイヤ人の）マネをするな」と抗議が来たという。
桂、寺田克也、竹谷隆之の3名について鳥山いわく「自分からは滅多に誰かに会おうとはしないが、この3人の天才に会うのは悪くない」とのことである。桂とは2008年に『さちえちゃんグー!!』（読切）、2009年には『JIYA -ジヤ-』（短期連載）で共作（原作を鳥山、作画を桂が担当）しており、鳥山は「組むんだったら桂君しかありえない。文句を言ってくれる人は彼くらい」と語っている。
尾田栄一郎
1995年の集英社主催のパーティーで徳弘正也に同行し（当時、アシスタントをしていた）、鳥山からイラスト入りのサインを貰ったのが初対面。その後、尾田の希望で鳥山と対談して以降、さまざまな場で交流している。『天才パソコミ塾』（2002年 集英社インターナショナル）でMacを使った漫画の描き方で共演したり、2006年12月には『ONE PIECE』と『ドラゴンボール』のコラボレーション漫画『CROSS EPOCH』（『週刊少年ジャンプ』2007年4・5合併号、2006年12月25日発売）を発表した。
岸本斉史
岸本は『NARUTO』の連載が3周年を迎えたらご褒美として、鳥山のサイン色紙を貰うという約束を編集部と取り付けており、実際にサインを手に入れた際には、その喜びを『ジャンプ』の巻末コメントで語っていた。また、ナルトの連載10周年を記念して発売された『NARUTO-ナルト-秘伝・皆の書』では、鳥山がナルトのイラストや、ナルトの格好をした悟空を描いている。
棚園正一
清須市出身の漫画家。母親と鳥山明が清須市内の小学校の同級生であったこともあり、不登校だった13歳の時に自立支援組織から来ていた家庭教師の協力で、鳥山明と対面した。棚園は、その実体験を基にした漫画『学校へ行けない僕と9人の先生』を連載。同作品コミックス（2015年2月27日発売）に鳥山明寄稿による1600字超のコメントが収録されている。また鳥山と棚園は「作品をより面白い漫画にするためには」といった話し合いを年5回程度のペースで続けている。
とよたろう
『ドラゴンボール超』の漫画版を『Vジャンプ』にて、2015年より連載中。2016年に鳥山との対談で、鳥山は｢とよたろうさんのネームは安心して見られる。このままでも大満足だが、いろんなアングルから見る構図を多用できれば、より完璧になる」とアドバイスしており、2017年の対談では、｢以前は僕の『ドラゴンボール』を追いかけている印象だったが、最近は作画に自分のカラーが出てきて、確実に良くなっている」と評価している。
ゆでたまご
鳥山が「Dr.スランプ」を執筆した同時期に週刊少年ジャンプで「キン肉マン」を執筆。共にジャンプ黄金期を代表する漫画家として活動していた。同期なのもあり連載当初は交流があったが、人気至上主義の漫画誌業界においてお互い人気が出てからは交流が少なくなり、2人の作品がテレビアニメ化になるまでの人気になった時には疎遠になった。それでもお互いジャンプ黄金期を支えた戦友として評価もしており、鳥山の訃報に対してあまりにも突然で早い死だと悼んだ。

### ゲーム関係
堀井雄二
『ドラゴンクエストシリーズ』の生みの親。鳥山とは『ドラゴンクエスト』第1作目から共に制作に携わっている。
さくまあきら
友人。『セブンティーン』において鳥山と笑福亭鶴瓶の対談をさくまがセットしたのが初対面。『Dr.スランプ』には「たこやきマクサ」として登場している。
芸能関係
桑折貴之（お笑いコンビ・じゃぴょん）
鳥山明の娘がじゃぴょんの桑折のファンということから、じゃぴょん単独ネタライブの似顔絵、およびチラシを描いたことがある。そのことは2008年6月7日放送の『やりすぎコージー・オ〜ガの泉2〜モヤモヤ芸人救済スペシャル〜』で語られた。
大川知英（お笑いトリオ・ニブンノゴ!）
『ドラゴンボール』のハリウッド化の話が出た際、一番初めに相談したほどの親友。
jealkb
鳥山明の娘がjealkbとマキシマムザホルモンのファンであり、jealkbがライブで名古屋に来た時は、仕事で忙しくない限りは参加している。上記のじゃぴょんの桑折、ニブンノゴ!の大川もjealkbのメンバーである。またjealkbのメンバーでもある田村淳が香那と入籍した際には、結婚祝のイラスト付き色紙を贈っている。
マキシマム ザ ホルモン
娘と一緒に2012年10月29日に開催されたjealkbとマキシマム ザ ホルモンの対バンライブ「異色薔薇ノ歌合戦」に参加した。その際、鳥山明はマキシマム ザ ホルモンの楽屋に訪れてサインを描いている。またライブで歌われた曲「「F」」にインスパイアされて『ドラゴンボールZ 復活の「F」』のアイデアを閃いた。

### 担当者
初代担当：鳥嶋和彦
副編集長昇格に伴い担当を外れたが、その後もことあるごとに鳥山の自宅に電話をしており、人造人間19号と人造人間20号が登場した際は「やっと敵が出てきたと思ったらジジイとデブじゃないですか」と言い、仕方なく鳥山が人造人間17号と人造人間18号を出したところ「今度はガキですか」と言い放ち、これがセル登場につながった。
2代目担当：近藤裕
鳥山によると真面目そうな印象だが趣味人であり、気が合ったという。冷静沈着な性格で、少女誌にいた経験から、常に女性読者を意識したアドバイスを心がけた。「好きにやれ」ということで鳥嶋からの引き継ぎは何もなく、宇宙が舞台になることまでは決まっていたため「宇宙の地上げ屋」はどうかと提案し、鳥山が面白がってフリーザ誕生につながった。近藤は「担当になってからは方向性は決まっていて、ストーリーマンガで闘いをエスカレートさせることだけを考えた」と語っている。トランクス登場時のタイムトラベルストーリーについて鳥嶋は「あれは近藤が担当者じゃないとできなかった」と述べており、鳥山も近藤によく相談していた。鳥山がセルを出したところ「かっこ悪いですよ。もちろん変身しますよね」と言われ、第2形態にすると「今度の奴、馬鹿みたいじゃないですか、早く完全体にしましょう」と言われたので「完全体セルは近藤さん好みのかっこいいキャラにした」と鳥山は述べている。
3代目担当：武田冬門
『月刊少年ジャンプ』から異動してすぐに鳥山の担当になったが、鳥山との初対面で「それは申し訳ないことしましたね。もうすぐ『DB』を終わりにしようと思っているんです」と告げられていた。『Dr.スランプ』が好きだった武田は鳥山が不本意で二枚目キャラクターを描き続けていたことを察し、「このままだと描きたいものをきちんと描かずに終わってしまいますよ。最後に好きなものを描いて締めませんか」と伝え、笑いを入れながら話が進む感じで魔人ブウ編が始まった。武田自身がアイデアを出すことは特になく、鳥山も比較的自由にやらせてもらっていたようで、特に文句はないようである。また、ミスター・サタンに対し「このキャラ良いですね」と言ったことにより、当初はチョイ役で終わらせる予定だったサタンを、その後も登場させることになった。
伊能昭夫（ドラゴンボール・エグゼクティブプロデューサー）
2016年に集英社内に新設された「ドラゴンボール室」の室長、兼Vジャンプ編集長。2023年5月16日に「カプセルコーポレーション・トーキョー」を設立。

### アシスタント
アシスタントは歴代で2人。『Dr.スランプ』連載初期はアシスタントを雇うこと自体知らなかったため、1人で全部描いていた。アシスタントを呼ぶのは1週間に1日だった。鳥嶋和彦の新刊出版記念トークイベント（2025年7月12日、ジャンプショップ名古屋店）に、ひすゎしとまつやまの2人が揃ってサプライズゲストとして出演することが発表された。鳥山とのエピソードを語る予定である。
ひすゎし（現：田中久志）
『Dr.スランプ』前半を担当。
まつやまたかし
『Dr.スランプ』後半から『ドラゴンボール』後半まで担当している。『Dr.スランプ』のペンギン村の建物や風景、『ドラゴンボール』のカメハウス、ナメック星などの背景画を担当。『ドラゴンボール』終盤でアシスタントを辞めることになり、「あと少しで連載が終わるから」ということで以降は鳥山1人で執筆していた。2009年に再びアシスタントとして『おいしい島のウーさま』の作画に関わっている。

### アニメーター
中鶴勝祥
「『僕こんなの書いたっけ?』と思えるほど完成度の高いイメージボードを書いてくれる」と話している。
山室直儀
「孫悟空を書けるのはこの人しかいない」と評している。
芦田豊雄
影やハイライトの入れ方・カラーの処理の仕方に影響を受けたと公言している。また、尊敬している人物の1人であると話している。